# Jesús entre los doctores

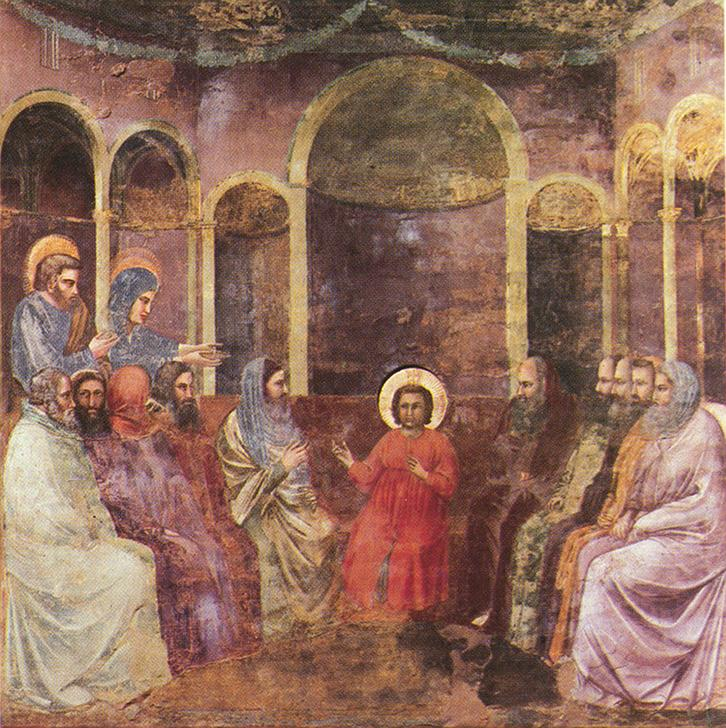
Jesús entre los doctores, fresco de Giotto (1306). Capilla Scrovegni, Padua.

Jesús entre los doctores o el Niño Jesús entre los doctores, también conocido como Jesús perdido y encontrado en el templo, es el nombre dado a un pasaje exclusivo del Evangelio de Lucas (Lucas 2:41-50), donde se relata la presencia de Jesús entre los teólogos o doctores de la Ley mosaica. 

## Texto bíblico
- Según  San Lucas (2; 41-50)

Sus padres iban todos los años a Jerusalén para la fiesta de la Pascua. Y cuando tuvo doce años, subieron a la fiesta, como era costumbre. Pasados aquellos días, al regresar, el niño Jesús se quedó en Jerusalén sin que lo advirtiesen sus padres. Suponiendo que iba en la caravana, hicieron un día de camino buscándolo entre los parientes y conocidos, y al no encontrarlo, volvieron a Jerusalén en su busca. Y al cabo de tres días lo encontraron en el Templo, sentado en medio de los doctores, escuchándoles y preguntándoles. Cuantos le oían quedaban admirados de su sabiduría y de sus respuestas. Al verlo se maravillaron, y le dijo su madre: —Hijo, ¿por qué nos has hecho esto? Mira que tu padre y yo, angustiados, te buscábamos. Y él les dijo: —¿Por qué me buscabais? ¿No sabíais que es necesario que yo esté en las cosas de mi Padre? Pero ellos no comprendieron lo que les dijo. Bajó con ellos, vino a Nazaret y les estaba sujeto. Y su madre guardaba todas estas cosas en su corazón. Y Jesús crecía en sabiduría, en edad y en gracia delante de Dios y de los hombres.

La escena, relativamente frecuente como tema del arte cristiano, también es conocida como "Cristo entre los doctores" o "Cristo en el Templo" (a pesar de la ambigüedad, ya que hay otros episodios en que Jesús se presenta en el Templo de Jerusalén -expulsión de los mercaderes del Templo-). La escena es algunas veces llamada la "Disputa" de Jesús en el Templo. Pero en hebreo se la denomina y conoce como "Jesús entre los maestros", debido a que así eran llamados los doctores y teólogos del judaísmo en tiempos de Jesús, y también porque algunos hebreos consideran que Jesús es un maestro. El episodio también puede encontrarse en el Evangelio árabe de la infancia, uno de los apócrifos. La denominación convencional de la escena como quinto misterio del Rosario es el Niño perdido y hallado en el Templo.
Los padres de Jesús, María y José, acudían todos los años a Jerusalén por la Fiesta de Pascua Judía. A la edad de doce años y con ocasión de la visita a la ciudad, Jesús desapareció de la vista de María y José para dirigirse al Templo. Allí transcurrió un tiempo escuchando y preguntando a los doctores del Templo, quienes quedaron asombrados por sus conocimientos teológicos. Tardaron tres días en encontrarlo y, al hacerlo, María le expresó la preocupación que le había causado a ella y a José, a lo que Jesús respondió, "¿Por qué me buscabais? ¿No sabíais que debía estar en las cosas de mi Padre?"
Sus padres iban todos los años a Jerusalén a la fiesta de la Pascua. Cuando tuvo doce años, subieron ellos como de costumbre a la fiesta y, al volverse, pasados los días, el niño Jesús se quedó en Jerusalén, sin saberlo sus padres. Pero creyendo que estaría en la caravana, hicieron un día de camino, y le buscaban entre los parientes y conocidos; pero al no encontrarle, se volvieron a Jerusalén en su busca.
Y sucedió que, al cabo de tres días, le encontraron en el Templo sentado en medio de los maestros, escuchándoles y preguntándoles; todos los que le oían, estaban estupefactos por su inteligencia y sus respuestas. Cuando le vieron, quedaron sorprendidos, y su madre le dijo: «Hijo, ¿por qué nos has hecho esto? Mira, tu padre y yo, angustiados, te andábamos buscando.» Él les dijo: «Y ¿por qué me buscabais? ¿No sabíais que yo debía estar en las cosas de mi Padre?» Pero ellos no comprendieron la respuesta que les dio.
Bajó con ellos y vino a Nazaret, y vivía sujeto a ellos. Su madre conservaba cuidadosamente todas las cosas en su corazón. Jesús progresaba en sabiduría, en estatura y en gracia ante Dios y ante los hombres (Lucas 2:41-52).
En los evangelios constituye el último de los relatos de la infancia de Jesús. Hasta ese momento, Jesús se había mostrado obediente con sus padres y ejemplar (Lucas 2:51). En la interpretación católica, los tres días de separación de sus padres, en especial de María, se muestran como un signo de lo que será la Redención con el sacrificio del Dios Hijo al Dios Padre y la muerte en la cruz.
Es la primera ocasión en la que Jesús muestra lo que será su actividad de predicación: el diálogo con los demás, en vez de la mera transmisión de las normas.

## Interpretación de la Iglesia católica
El episodio del hallazgo de Jesús en el Templo, a la edad de doce años, rompe el silencio de los Evangelios sobre los primeros años de la vida de Jesús. En este evento, Jesús demuestra su profunda comprensión y conexión con la enseñanza divina mientras habla con los maestros en el Templo. Este suceso marca un punto crucial en la revelación de su identidad y misión divina, ya que es el propio Jesús quien, a través de sus palabras y acciones, afirma su filiación divina y su dedicación total a la misión que deriva de ella. Este momento es único en la narrativa evangélica, ya que contrasta con la tendencia de los Evangelios de la infancia de centrarse en las acciones y palabras de otros personajes para revelar la identidad de Jesús.

«El hallazgo de Jesús en el Templo es el único suceso que rompe el silencio de los Evangelios sobre los años ocultos de Jesús. Jesús deja entrever en ello el misterio de su consagración total a una misión derivada de su filiación divina

En el relato, se menciona que los Ácimos y la Pascua eran festividades en las que los varones de Israel debían peregrinar al Templo de Jerusalén, según lo establecido. Aunque la obligación no se aplicaba a mujeres y niños, las familias piadosas solían llevar a estos últimos desde temprana edad. La pérdida de Jesús durante este viaje es comprensible, ya que Jerusalén experimentaba un aumento significativo de población durante las festividades de peregrinación.
Se describe que las familias solían viajar en caravanas divididas en dos grupos, uno de hombres y otro de mujeres, y los niños podían ir en cualquiera de ellos. La narrativa sugiere que, al hacer un alto en el camino, las familias podrían haber descubierto que Jesús se había quedado en Jerusalén. El evangelista presenta estos detalles con sobriedad, centrándose especialmente en el diálogo entre Jesús y su Madre.
Cuando sus padres encuentran a Jesús en el Templo, el relato destaca que estaba escuchando y preguntando a los doctores, quienes se sorprenden por su sabiduría y respuestas. Este enfoque sirve como preparación para lo que se revelará más adelante: Jesús no es simplemente un niño sabio, sino el Hijo de Dios. El diálogo aparentemente desapegado de Jesús con su Madre sorprende, pero se sugiere que esta aparente frialdad debe entenderse a través de la mentalidad semita, que aprecia los contrastes y las antítesis. San Ambrosio no les reprende porque le busquen como hijo, sino que les hace levantar los ojos de su espíritu para que vean lo que se debe a Aquel de quien es Hijo Eterno. 

## En la historia del arte

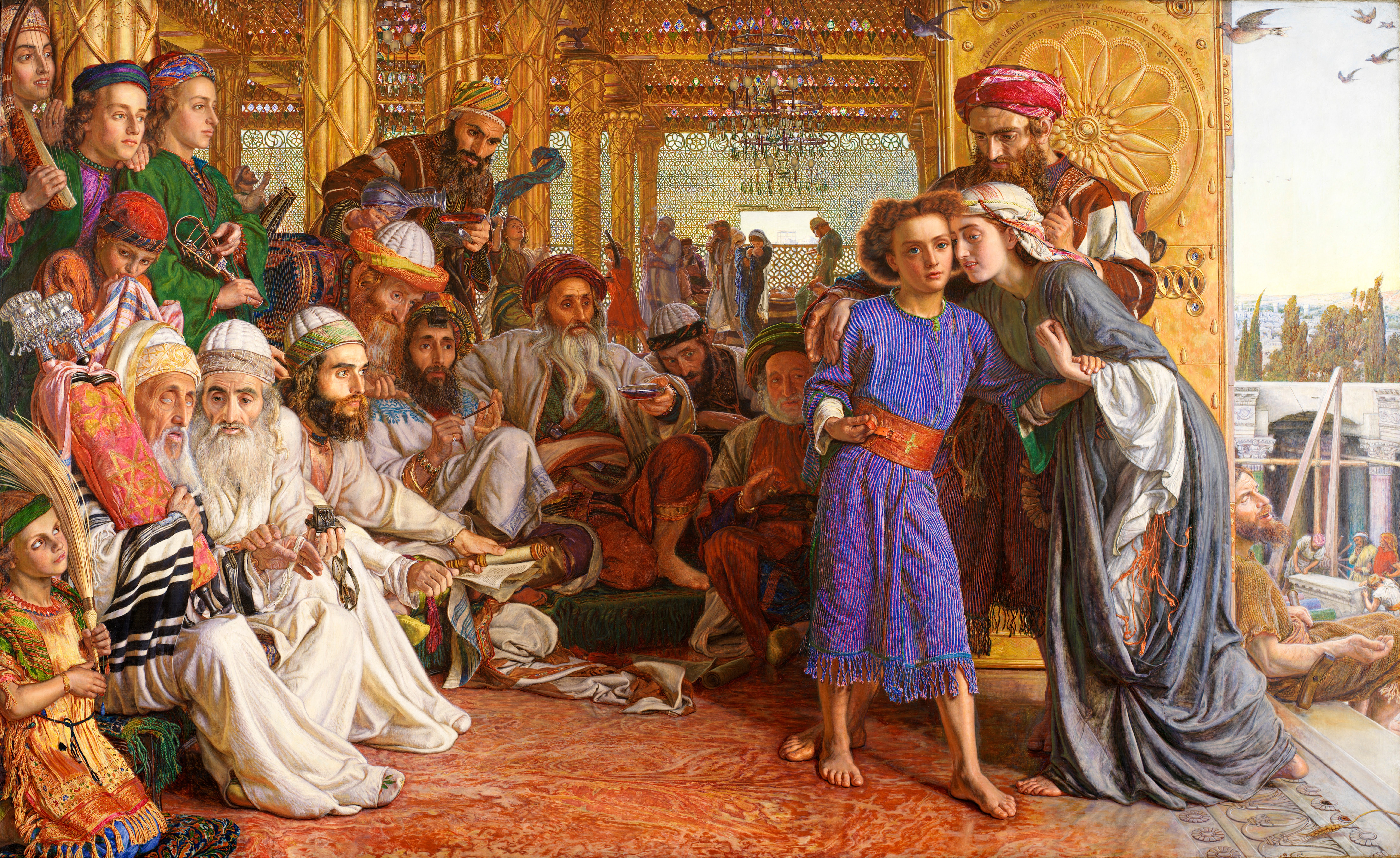
William Holman Hunt, El Hallazgo del Salvador en el Templo

La escena ha sido ampliamente representada en el arte eclesiástico. Puede contemplarse en íconos, vitrales, manuscritos, frescos, tablas y numerosos lienzos. También en la escultura, donde suele darse en forma de relieves y retablos que forman parte de la iconografía de la vida de Jesús.
Como escena reaparece en las procesiones de Semana Santa, especialmente en tallas realizadas por Francisco Salzillo.
Jesús entre los doctores en el Templo de Jerusalén. Significativos de los siguientes ejemplos son por supuesto la posición de Jesús en cada una de las composiciones ilustradas así como también las diferentes reacciones de los teólogos judíos, que además de estar sorprendidos, suelen dialogar, debatir e incluso cuestionar todo aquello que escuchan. Ellos se oponen, pero a veces también se acercan a Jesús. Entre los teólogos pueden observarse algunos que prestan atención, otros que son cautos, e incluso hasta algún decepcionado o apático. Los doctores en teología no solo debaten con Jesús, sino que siguiendo la tradición hebraica, también lo hacen entre ellos mismos. Algunos simplemente comentan o intercambian ideas entre ellos. En ciertas obras los teólogos llevan consigo los textos de la Ley mosaica e incluso la consultan.
En las representaciones bajomedievales, los Doctores, que a menudo portan o consultan grandes volúmenes, pueden tener rasgos o vestimentas específicamente judíos, y a veces son caricaturas abiertamente antisemitas, como algunas de las figuras de la versión de Alberto Durero del Museo Thyssen-Bornemisza de Madrid. A partir del Alto Renacimiento, muchos pintores mostraron un "primer plano" de la escena, con Jesús rodeado de cerca por eruditos que gesticulan, como en la versión de Durero del tema.
Rembrandt, que disfrutaba representando a ancianos judíos en el Templo en diversos temas, hizo tres aguafuertes del tema (Bartsch 64-66), así como una de la escena mucho más inusual de "Cristo volviendo del Templo con sus padres". El pintor prerrafaelita William Holman Hunt pintó una versión llamada El Hallazgo del Salvador en el Templo, actualmente en Birmingham, como uno de varios temas de la vida de Jesús, para los que viajó a Tierra Santa para estudiar los detalles locales.
El tema ha atraído a pocos artistas desde el siglo XIX, y una de las últimas representaciones notables puede ser la que pintó, como falsificación de un Vermeer, Han van Meegeren delante de la policía holandesa, para demostrar que los cuadros que había vendido a Hermann Göring también eran falsos.

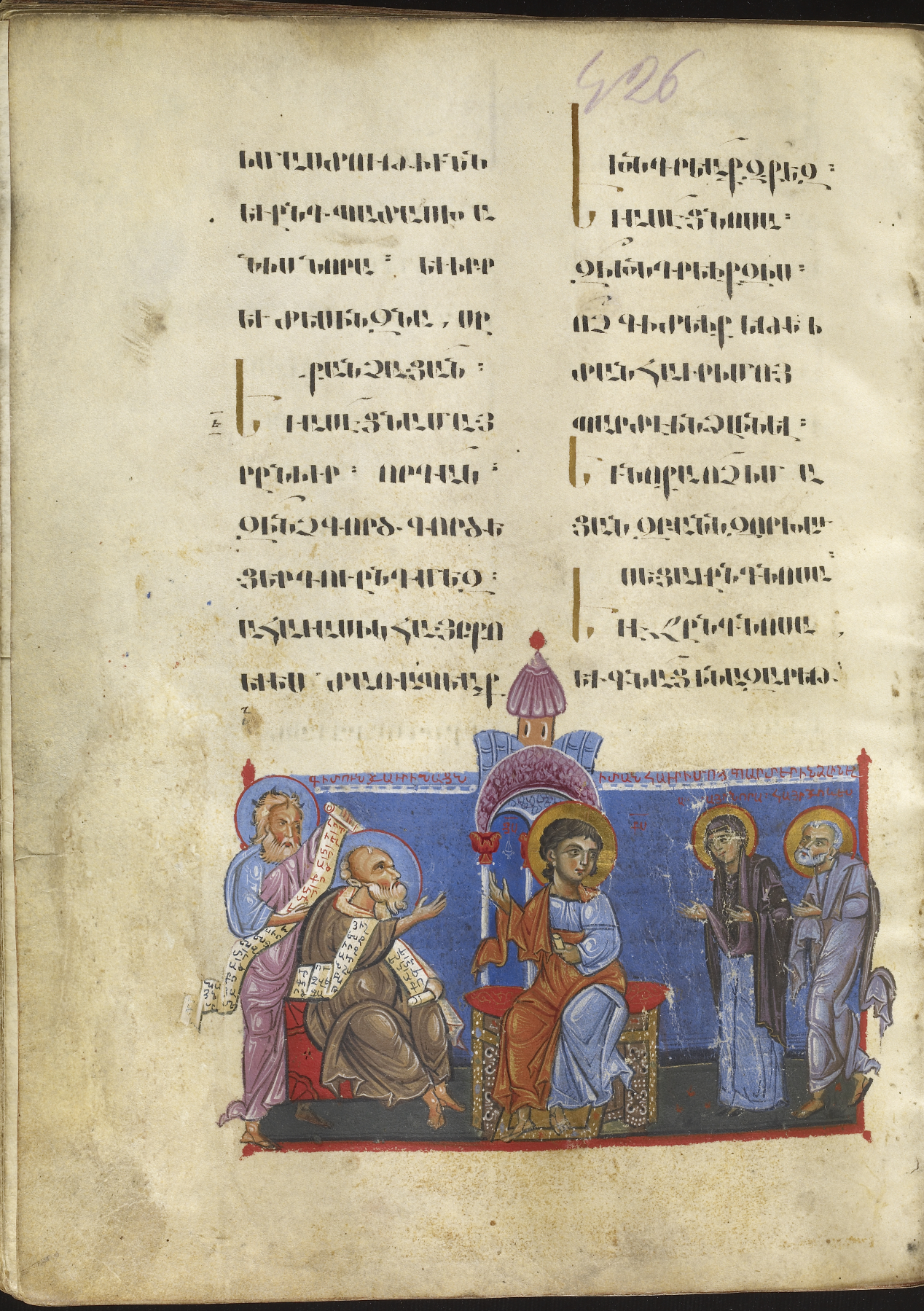
T'oros Roslin, Cristo entre los doctores, 1262. Manuscrito procedente de Hromklay, Gaziantep (Turquía). Walters Art Museum, Baltimore
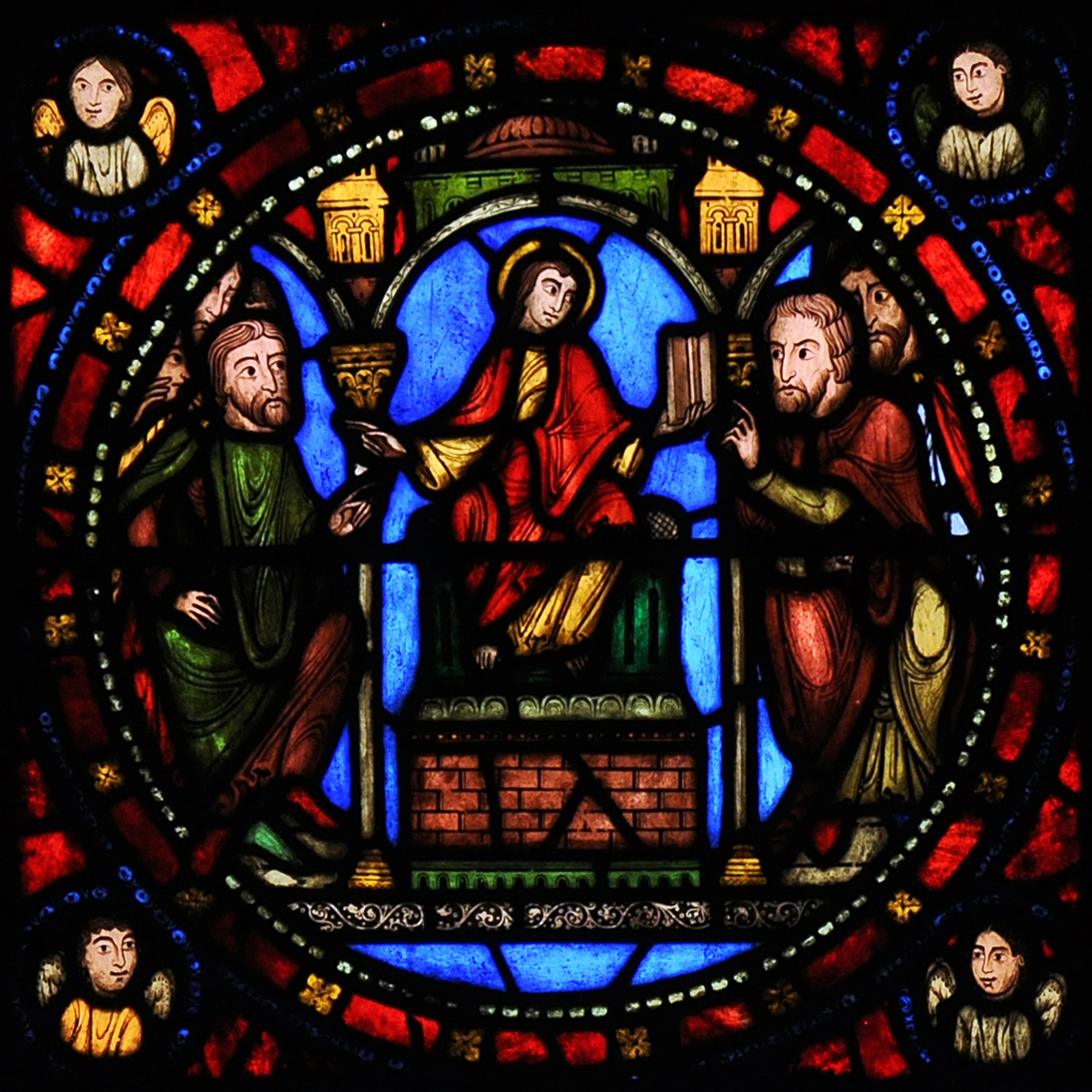
Jesús entre los doctores. Vitral (originalmente gótico; restaurado en 1849). Basílica de Saint-Denis, Francia
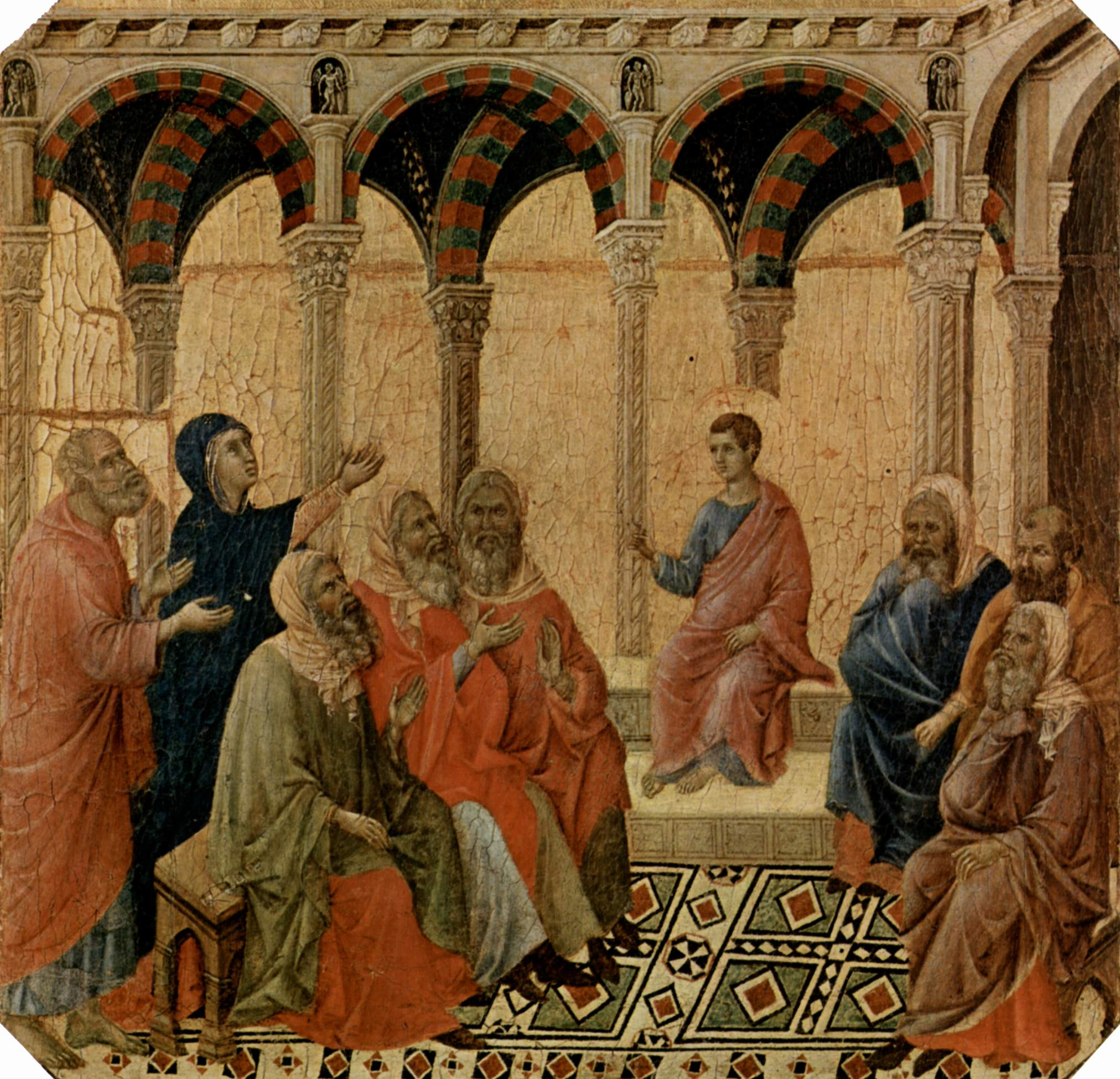
Duccio di Buoninsegna, Jesús entre los doctores, 1308. Museo dell'Opera del Duomo, Siena
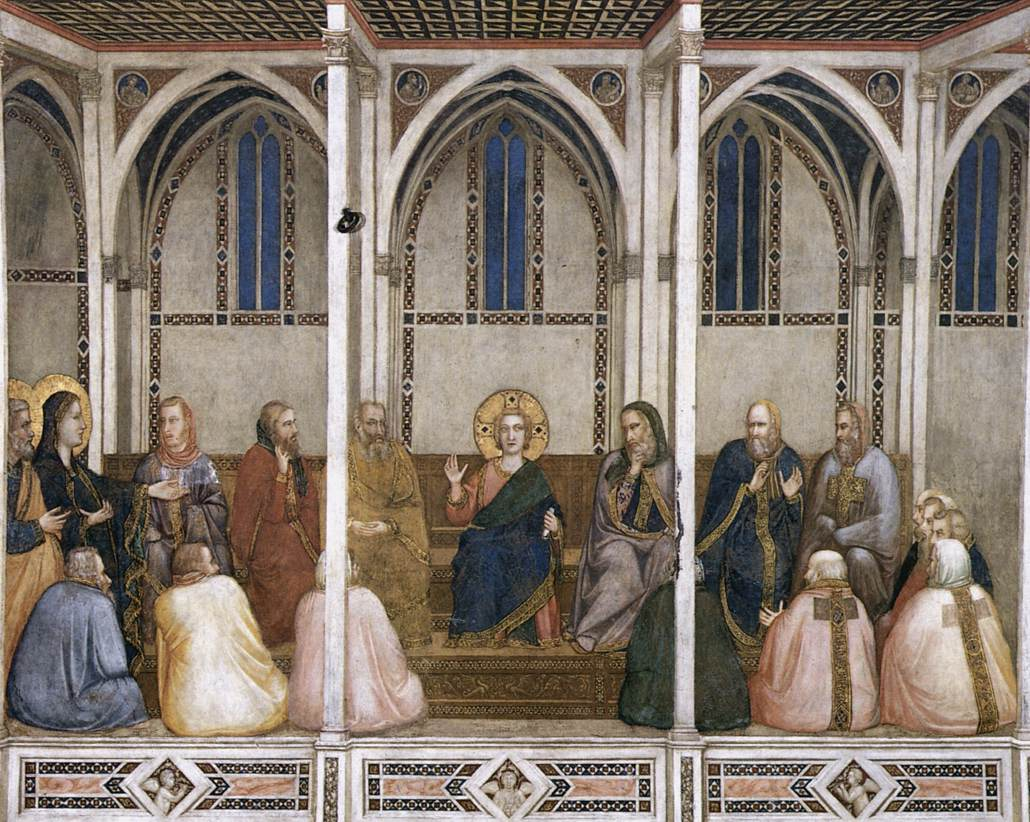
Giotto, Cristo entre los doctores, c. 1310. Iglesia de San Francisco, Asís
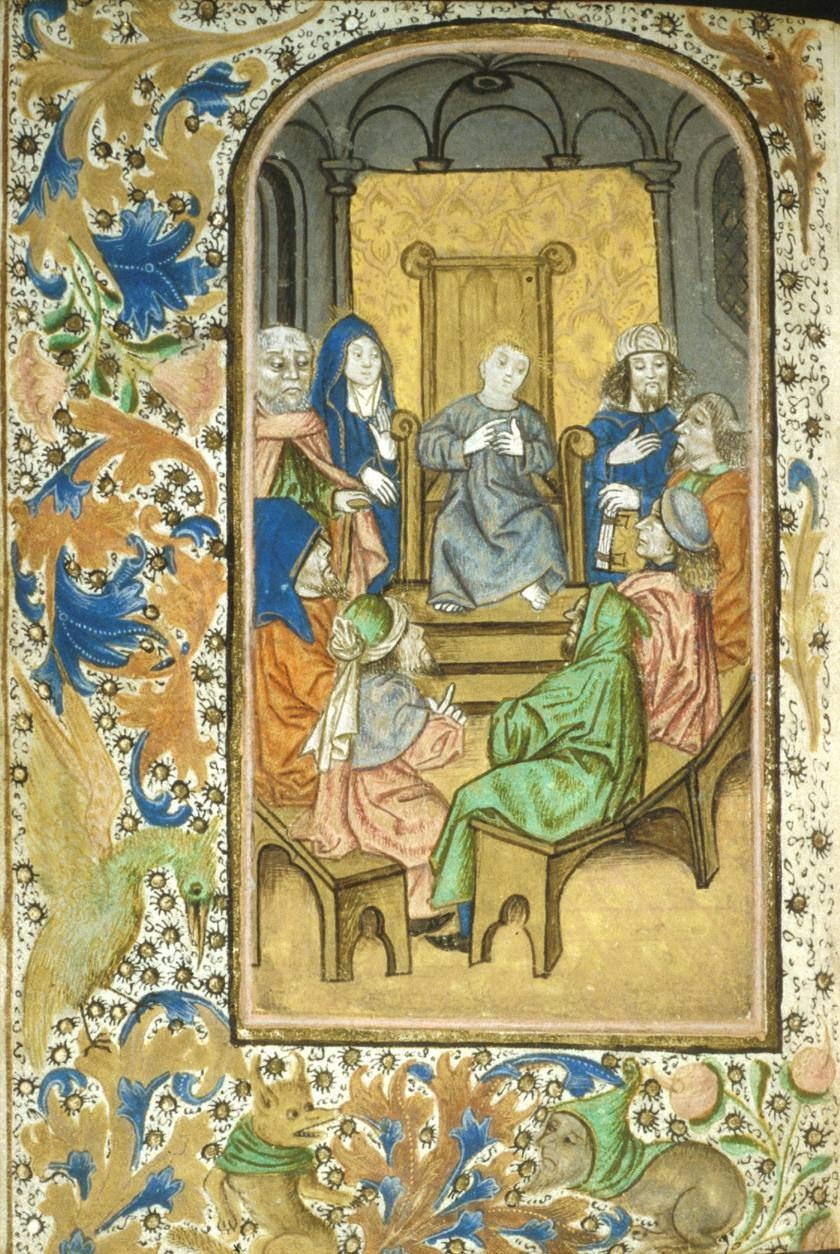
Libro de Horas de Enkhuisen, fol. 39v. Manuscrito, s. XV. Bodleian Library, Oxford
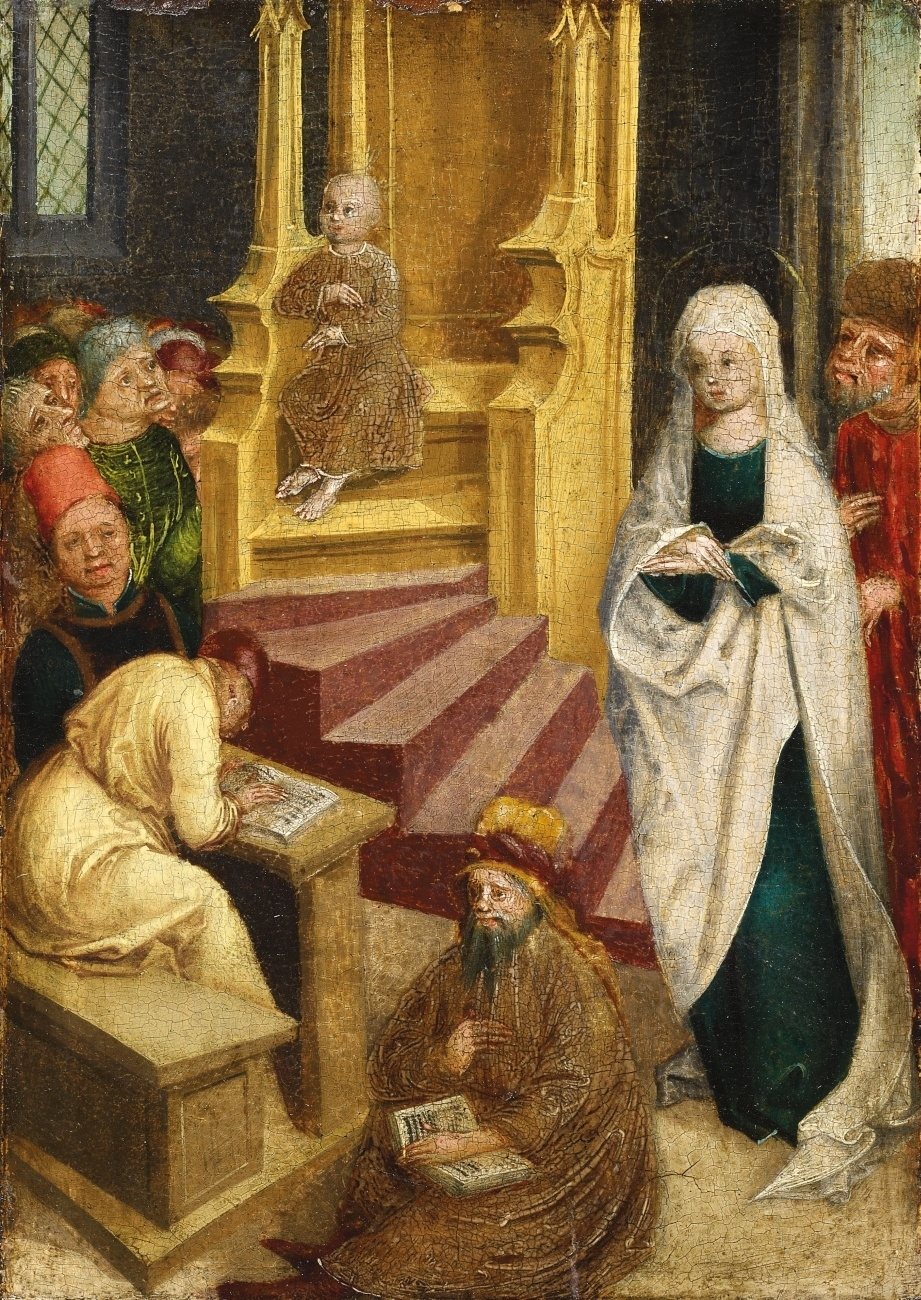
Anónimo, Cristo enseñando en el Templo, sf.
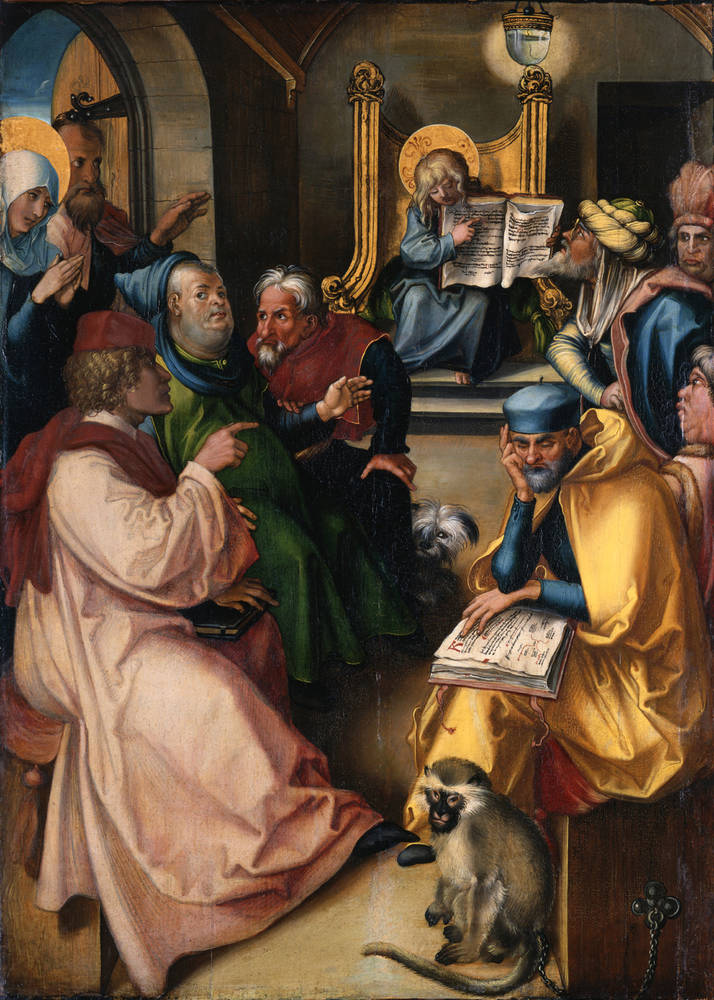
Alberto Durero, Jesús a los doce años en el Templo, 1494-97. Gemäldegalerie, Dresde
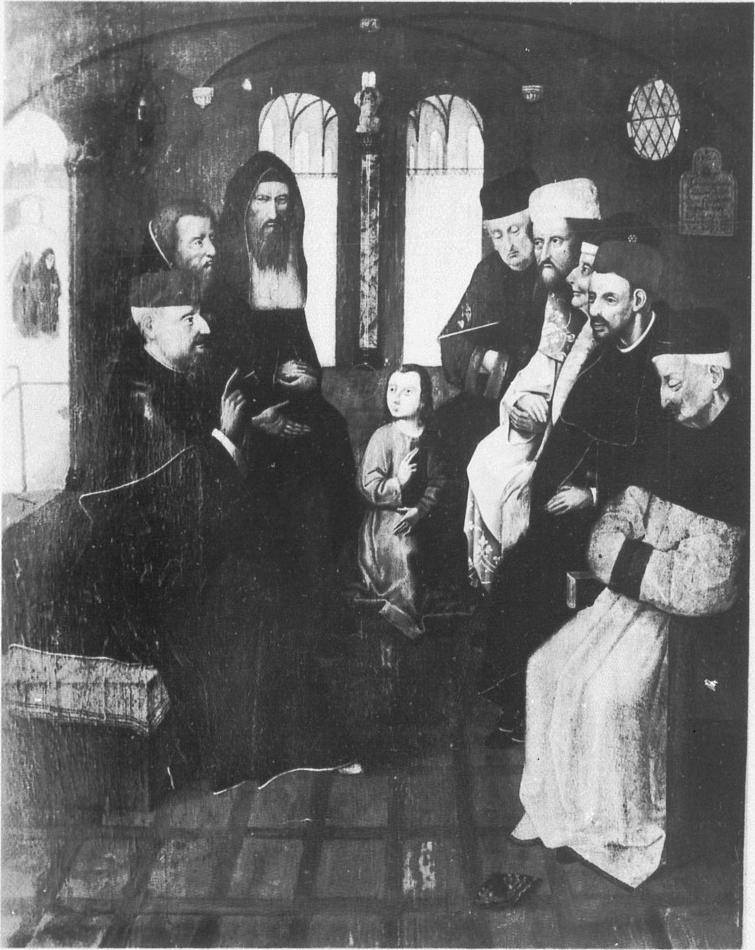
Monogramista SP, Jesús a los doce años en el Templo, c. 1496. Museo Damast y Frottier, Großschönau
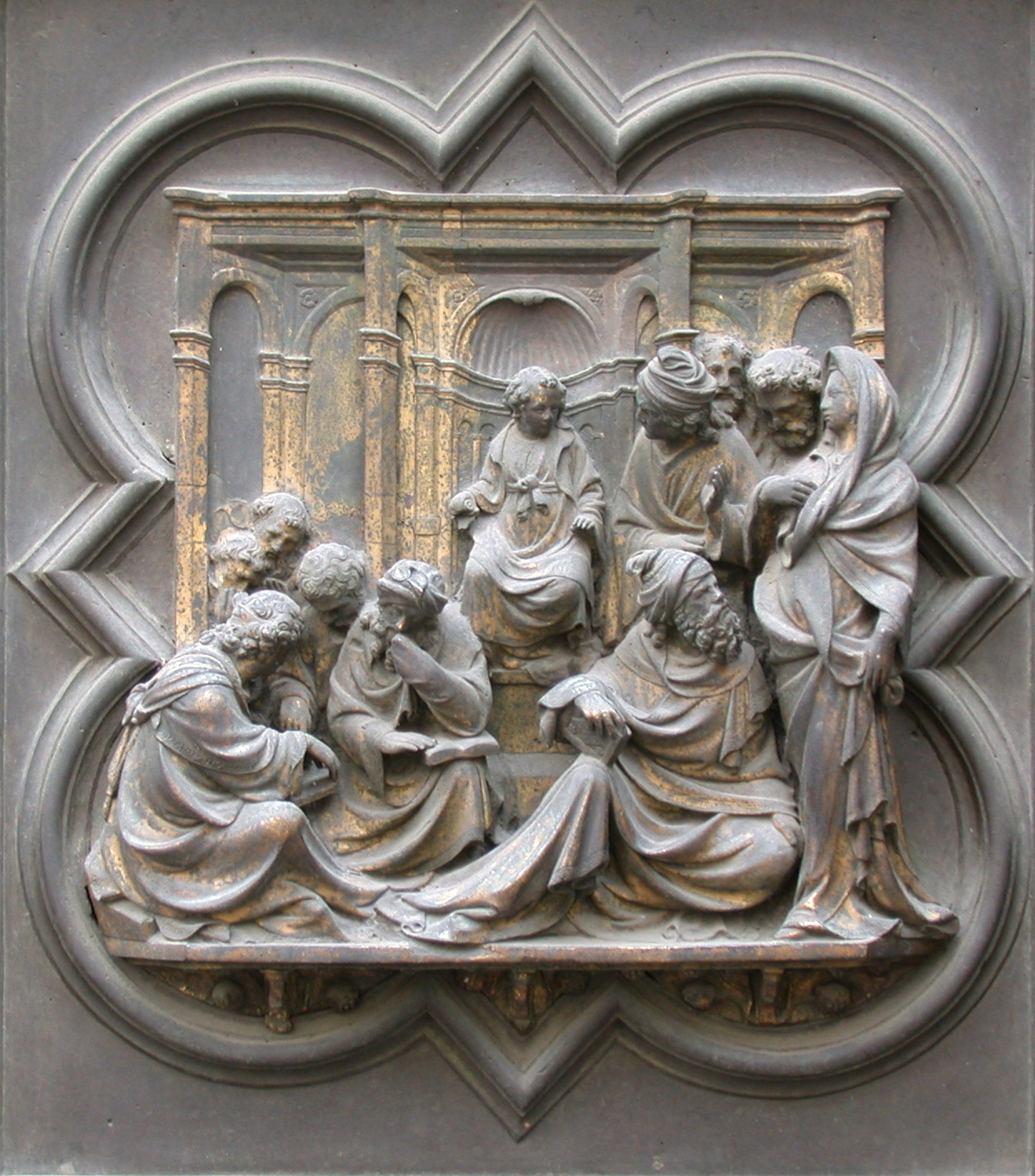
Lorenzo Ghiberti, Jesús y los doctores en el Templo ('Disputa'),[14] Battistero di San Giovanni Battista, Florencia
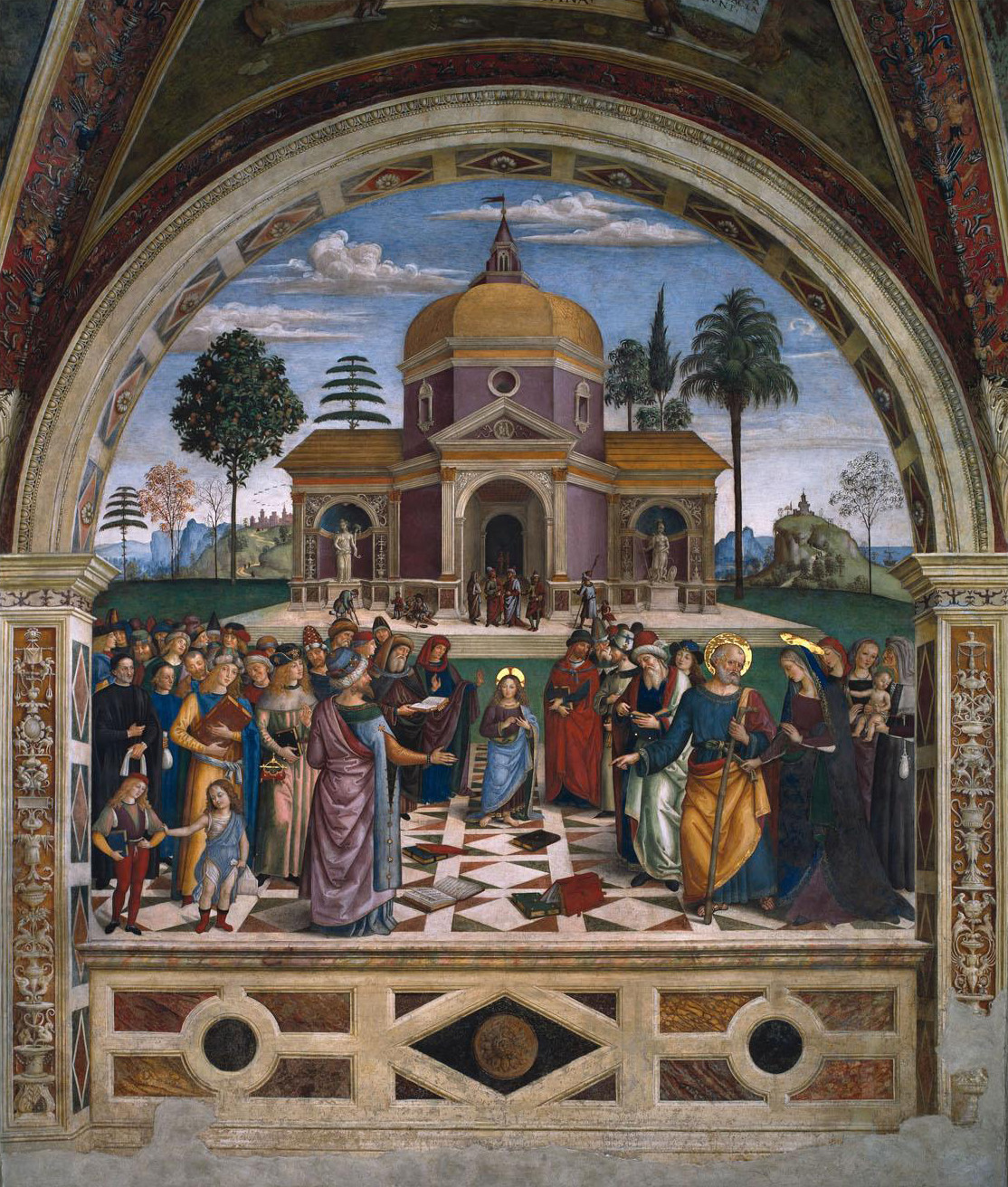
Pinturicchio, Cristo entre los doctores, fresco, 1500-1. Collegiata di Santa Maria Maggiore, Spello
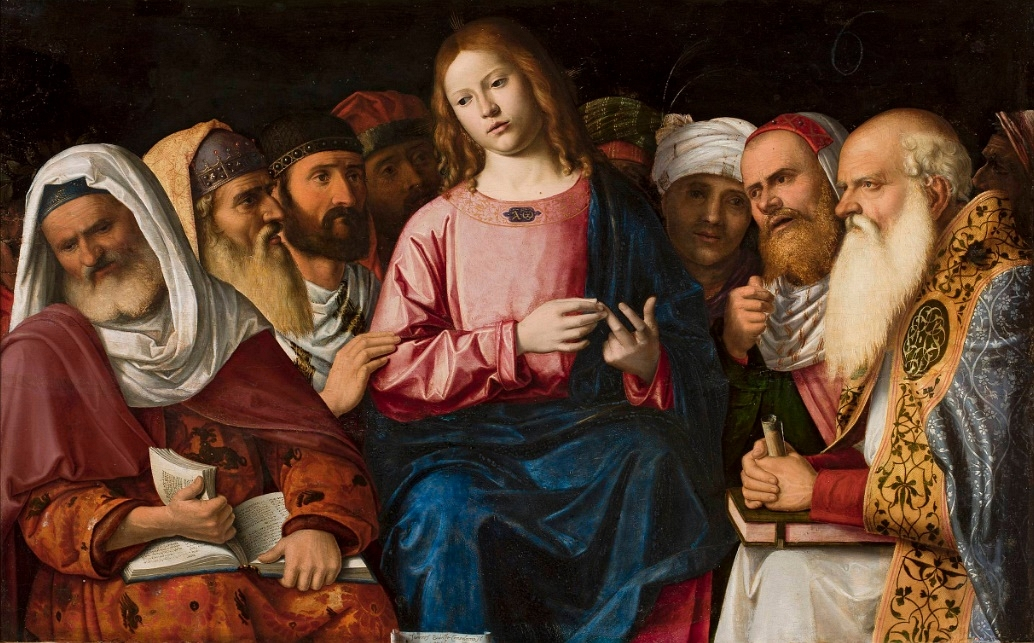
Cima da Conegliano, Cristo entre los doctores, 1504. Museo Nacional de Polonia, Varsovia
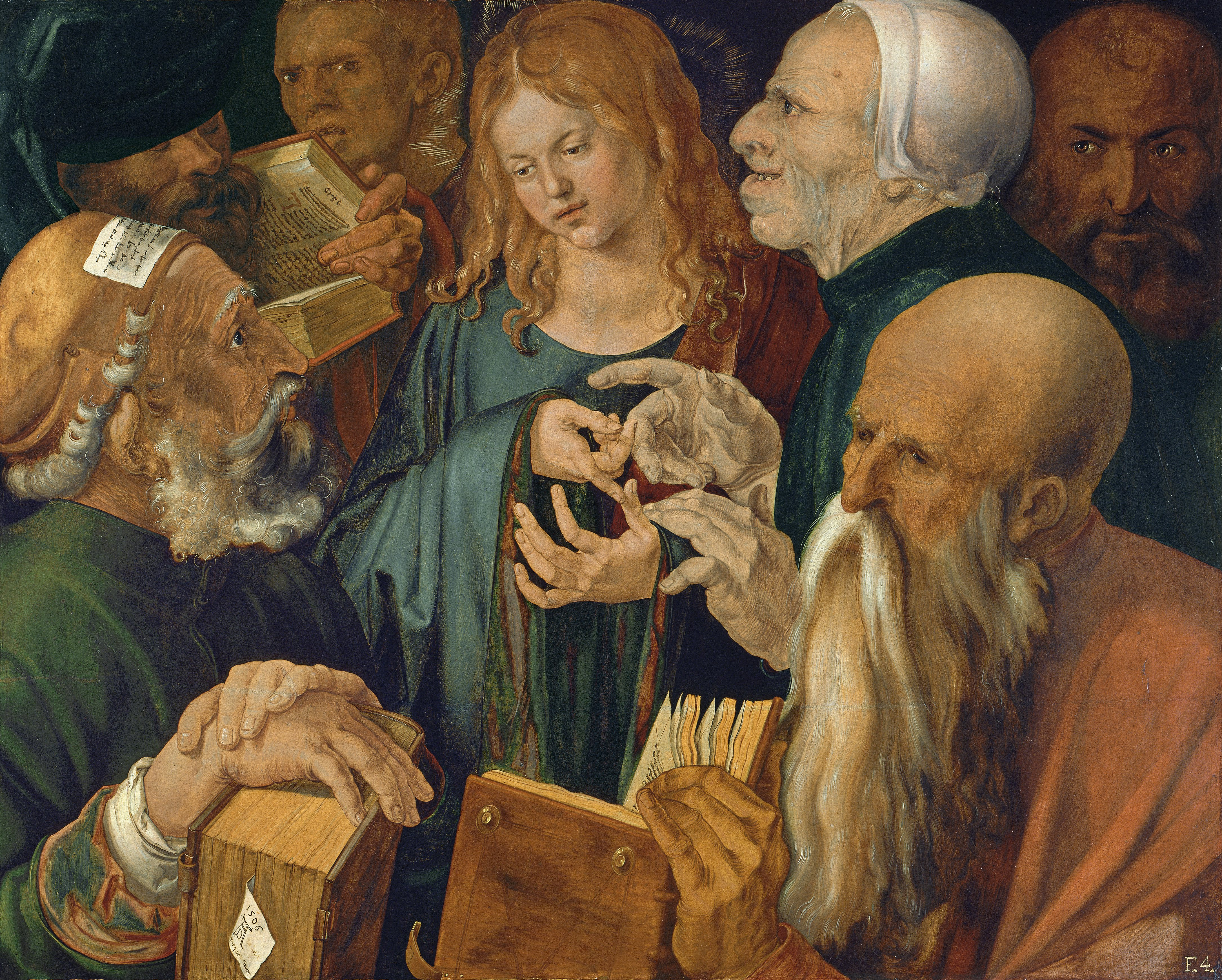
Alberto Durero, Jesús entre los doctores, 1506. Museo Thyssen-Bornemisza, Madrid
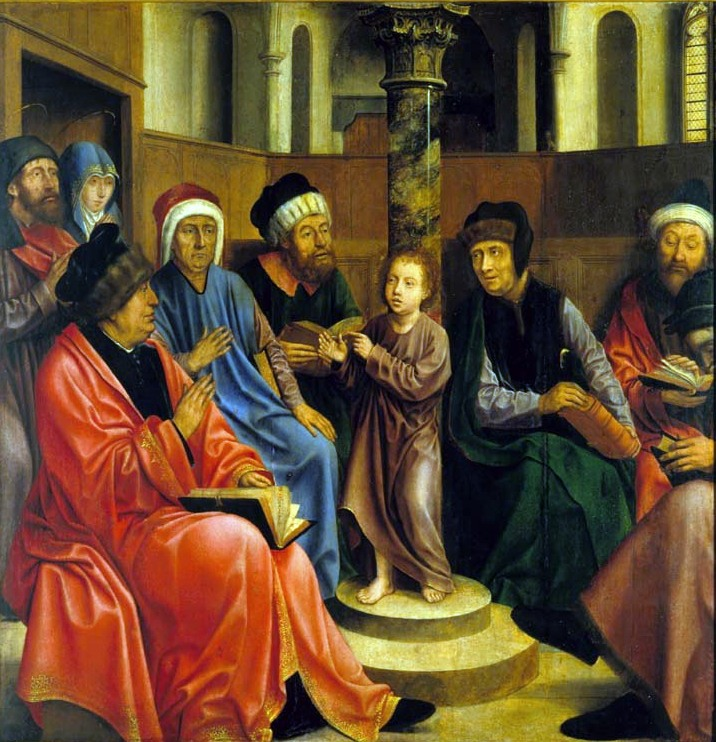
Quentin Massys, Jesús entre los doctores, 1509-11. Museu Nacional de Arte Antiga, Lisboa
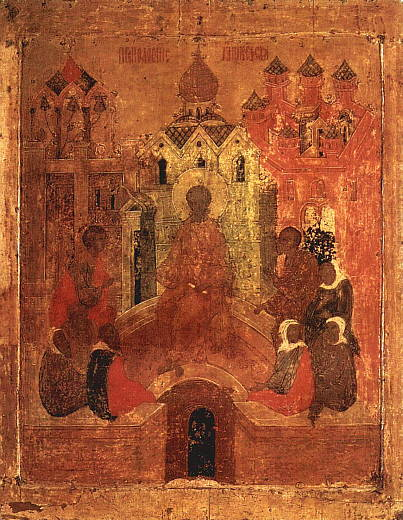
Jesús Maestro, ícono ortodoxo ruso, siglo XVI. Catedral de la Anunciación, Moscú
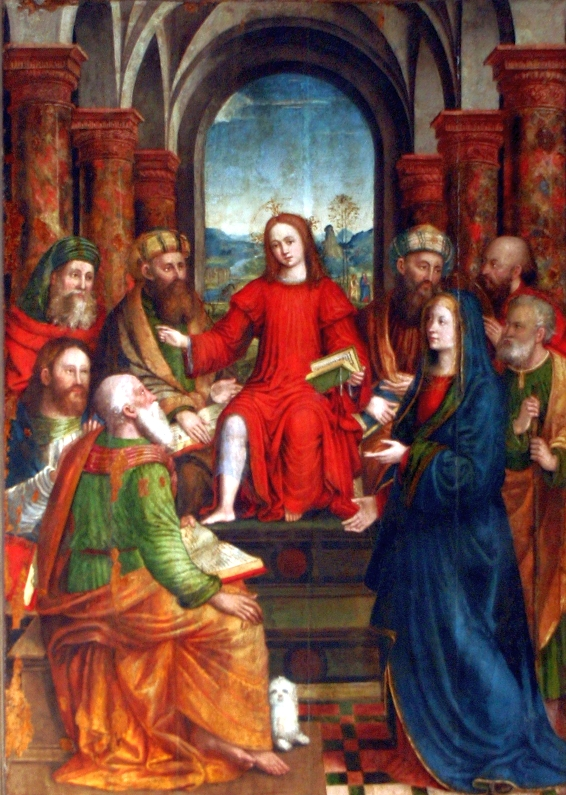
Anónimo lomardo, Jesús a los doce años en el Templo (Disputa),[15] c. 1520. S. Maria della Passione, Milán
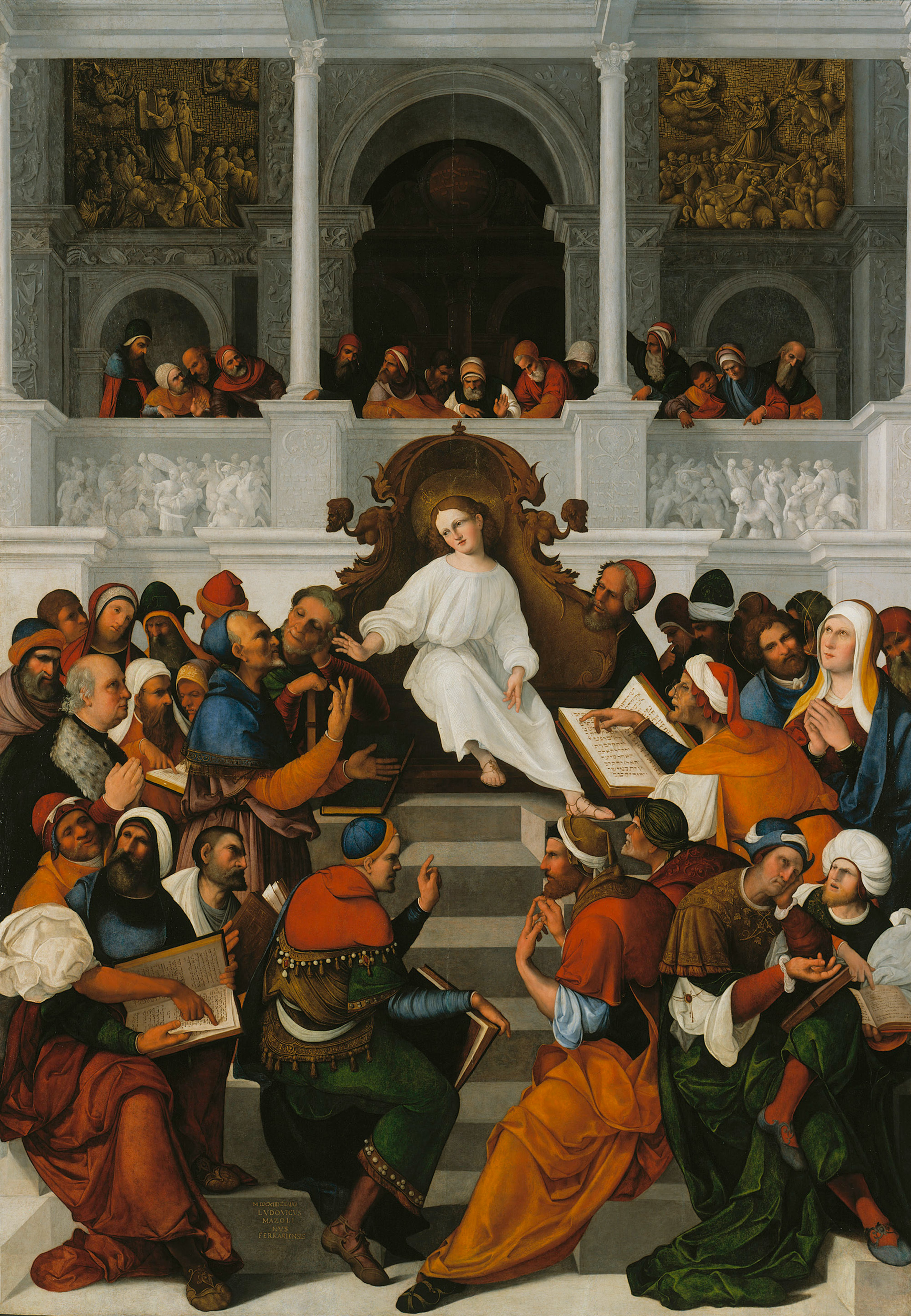
Ludovico Mazolino, Jesús a los doce años enseñando en el Templo, 1524. Gemäldegalerie, Berlín
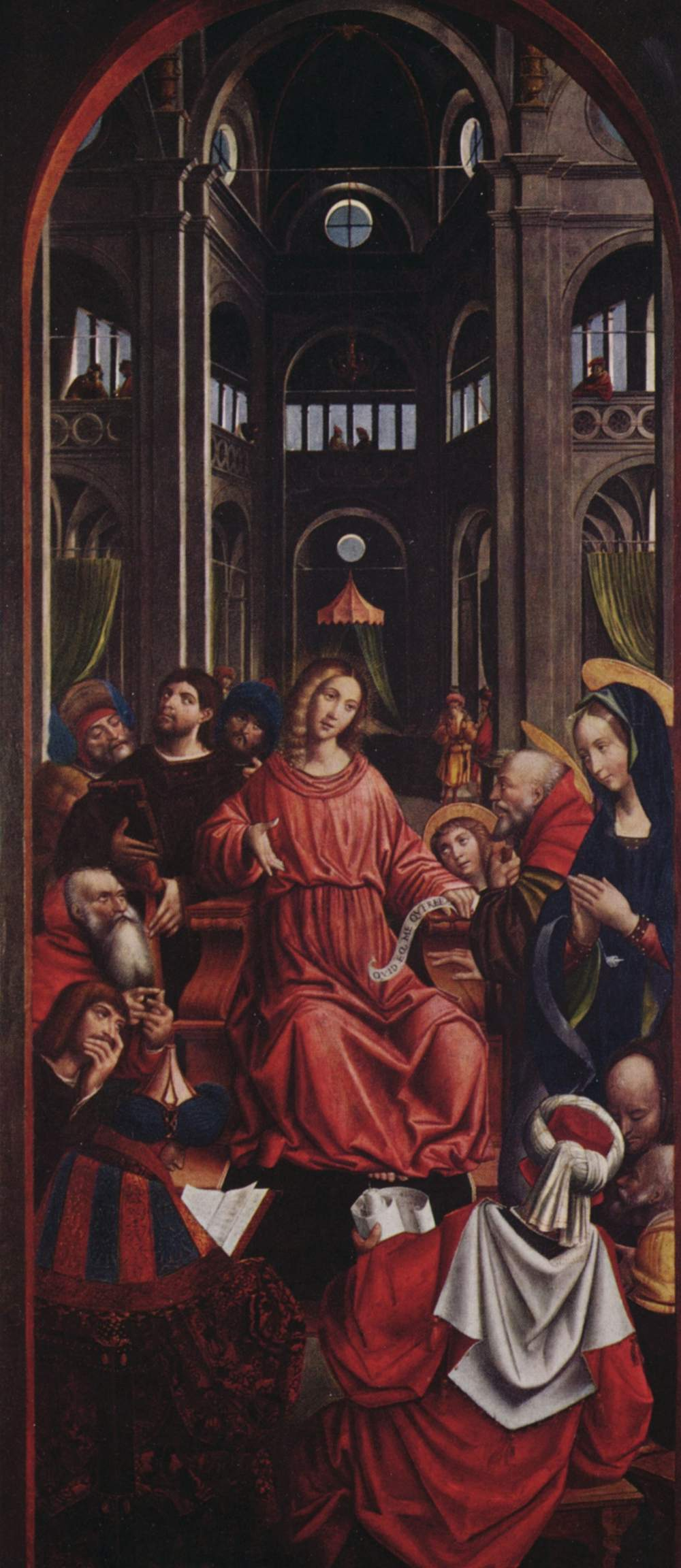
Defendente Ferrari, Cristo de doce años en el Templo, 1526. Neue Galerie, Stuttgart
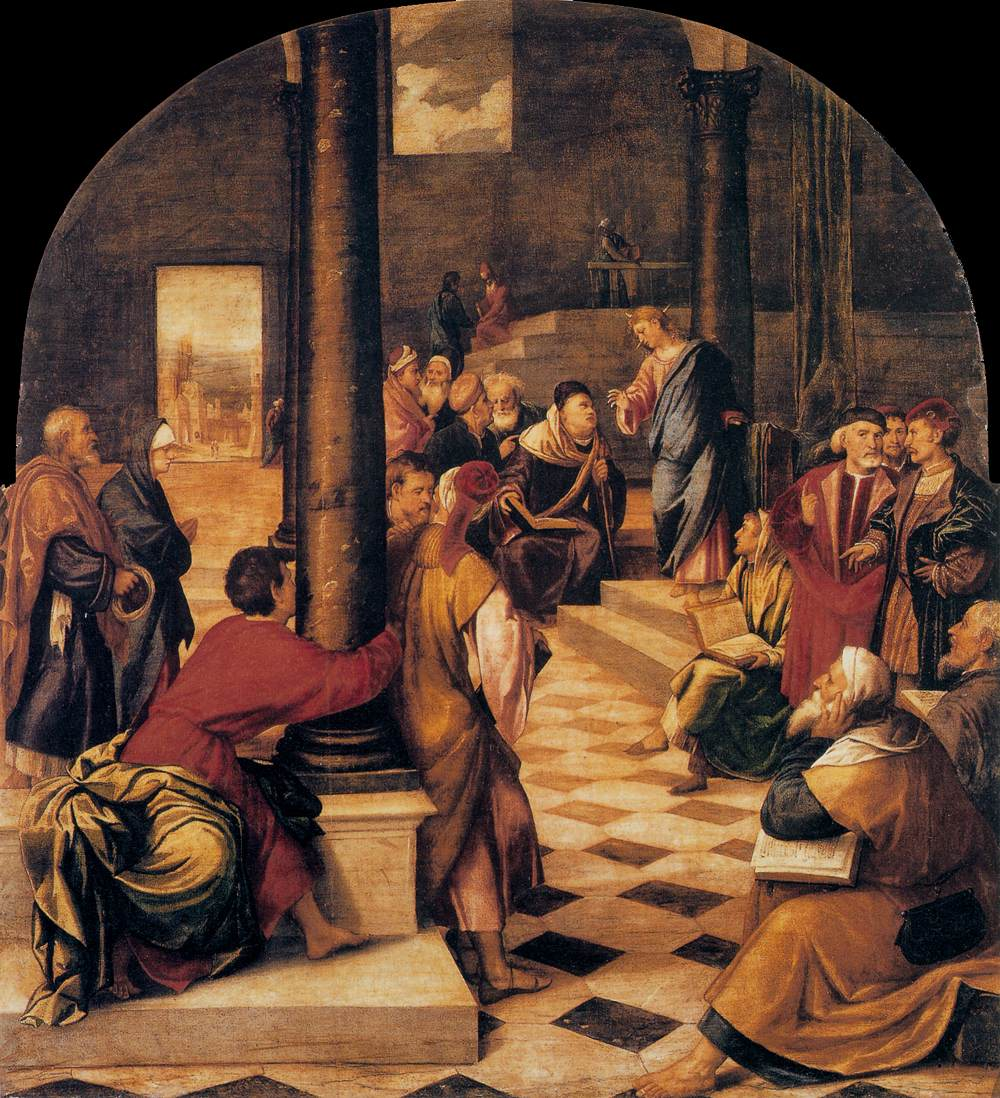
Bonifacio de Pitati, Cristo entre los doctores, 1545. Palazzo Pitti, Florencia
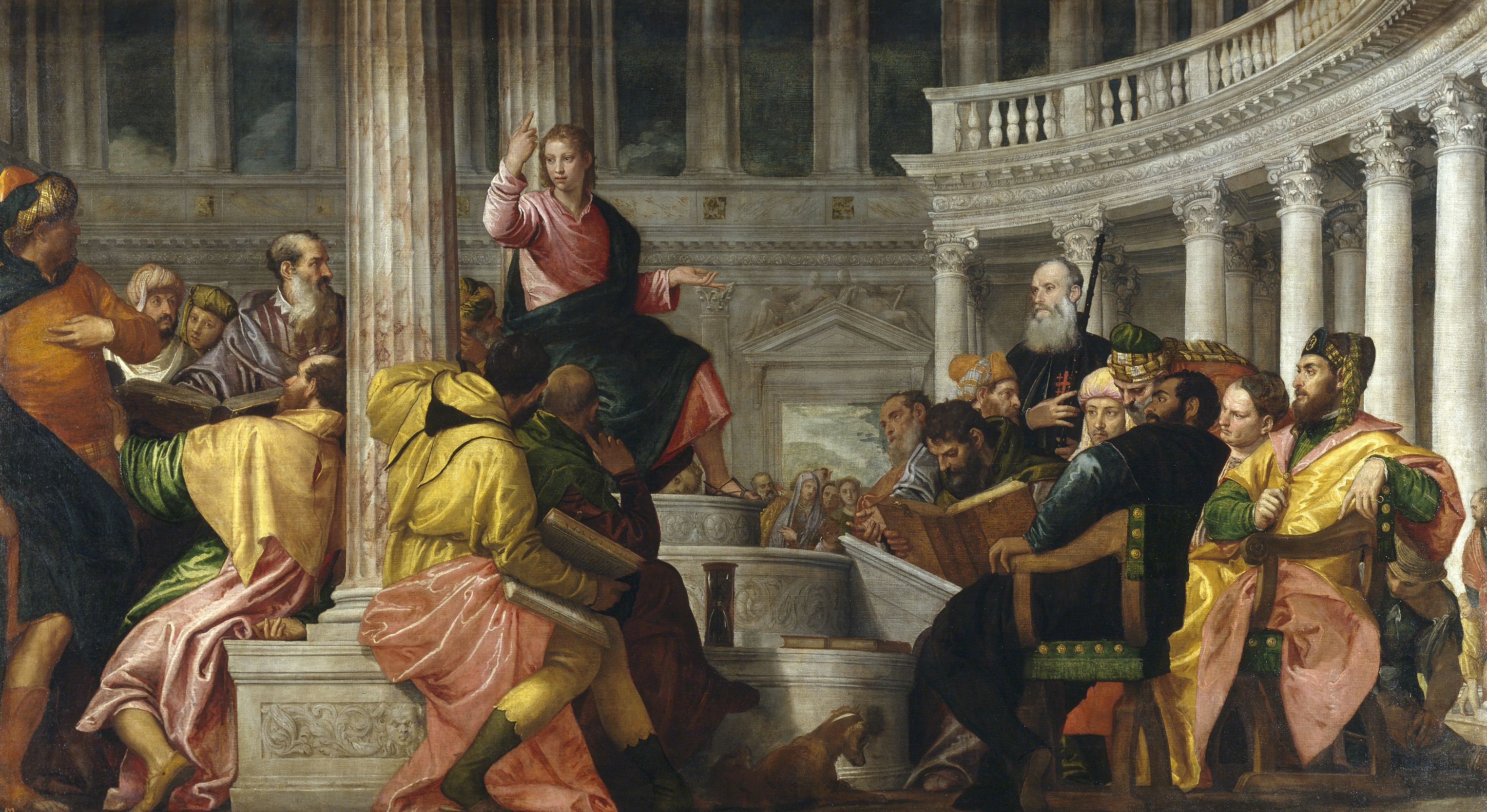
Veronés, Jesús entre los doctores, c. 1560. Óleo sobre lienzo, 236 x 430 cm. Museo del Prado
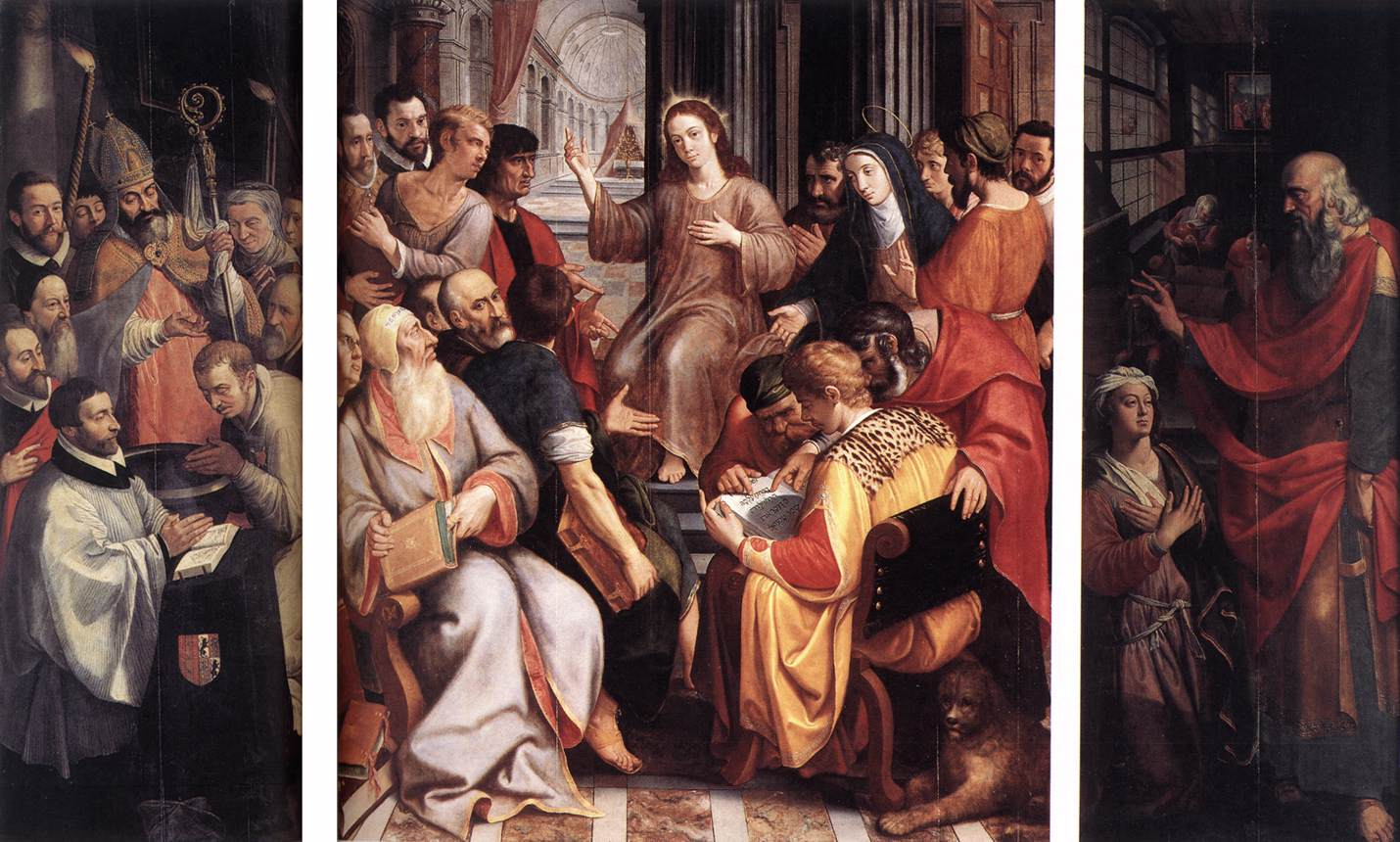
Frans Francken, Jesús entre los doctores, siglo XVII
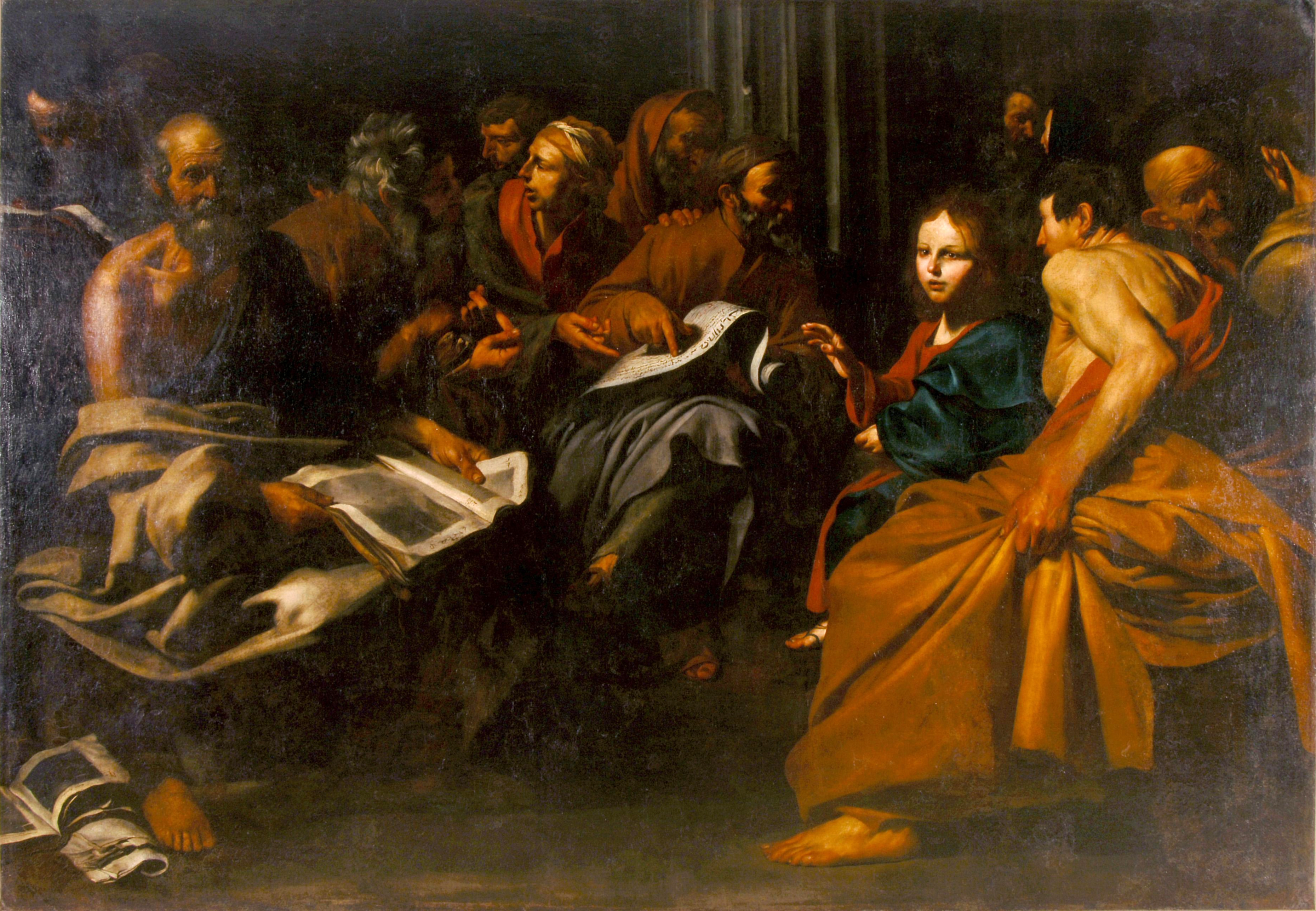
José de Ribera, Jesús entre los doctores, 1614. Ville de Langres, Champagne
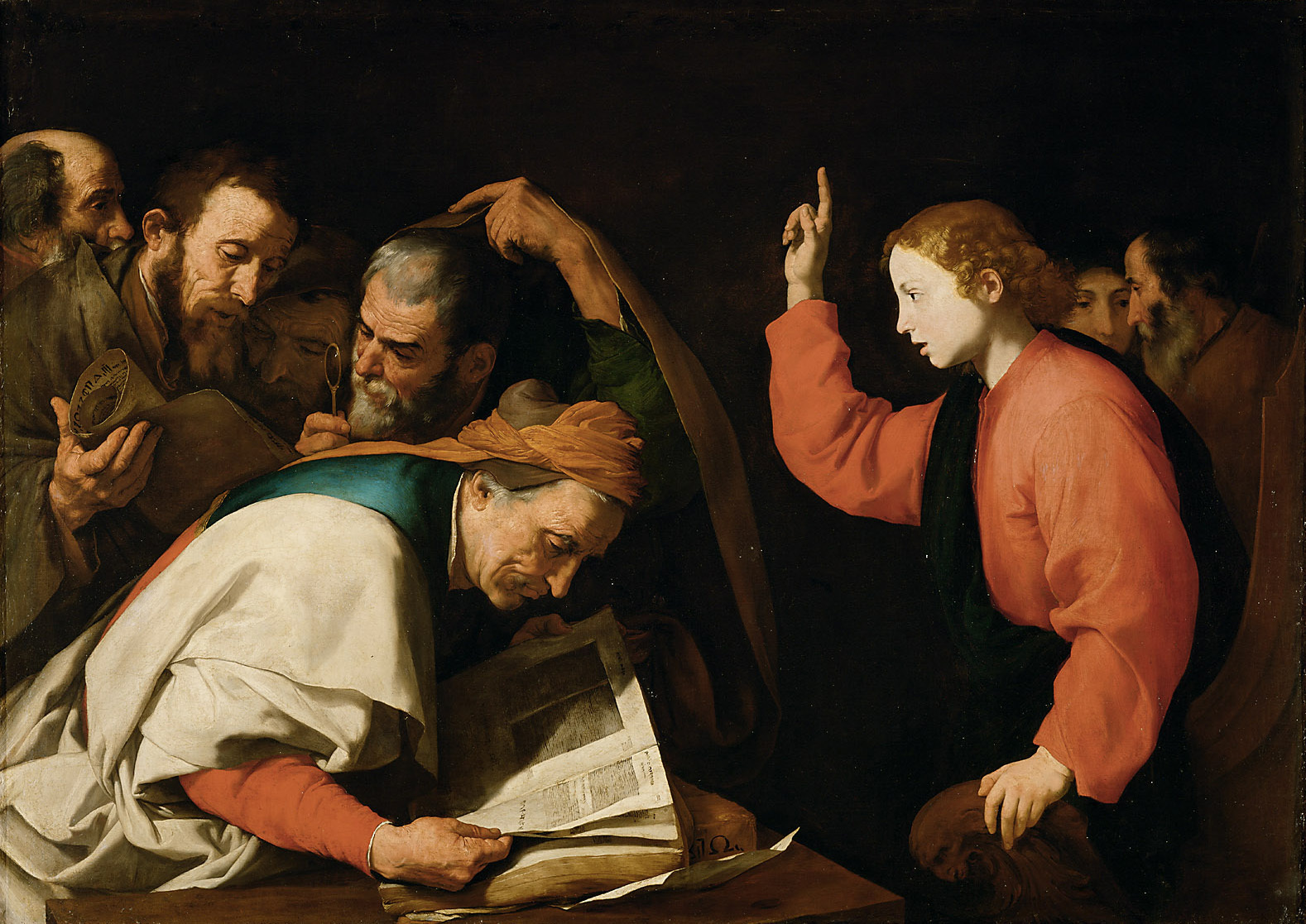
Círculo de José de Ribera, Cristo entre los doctores de la fe [mosaica], siglo XVII
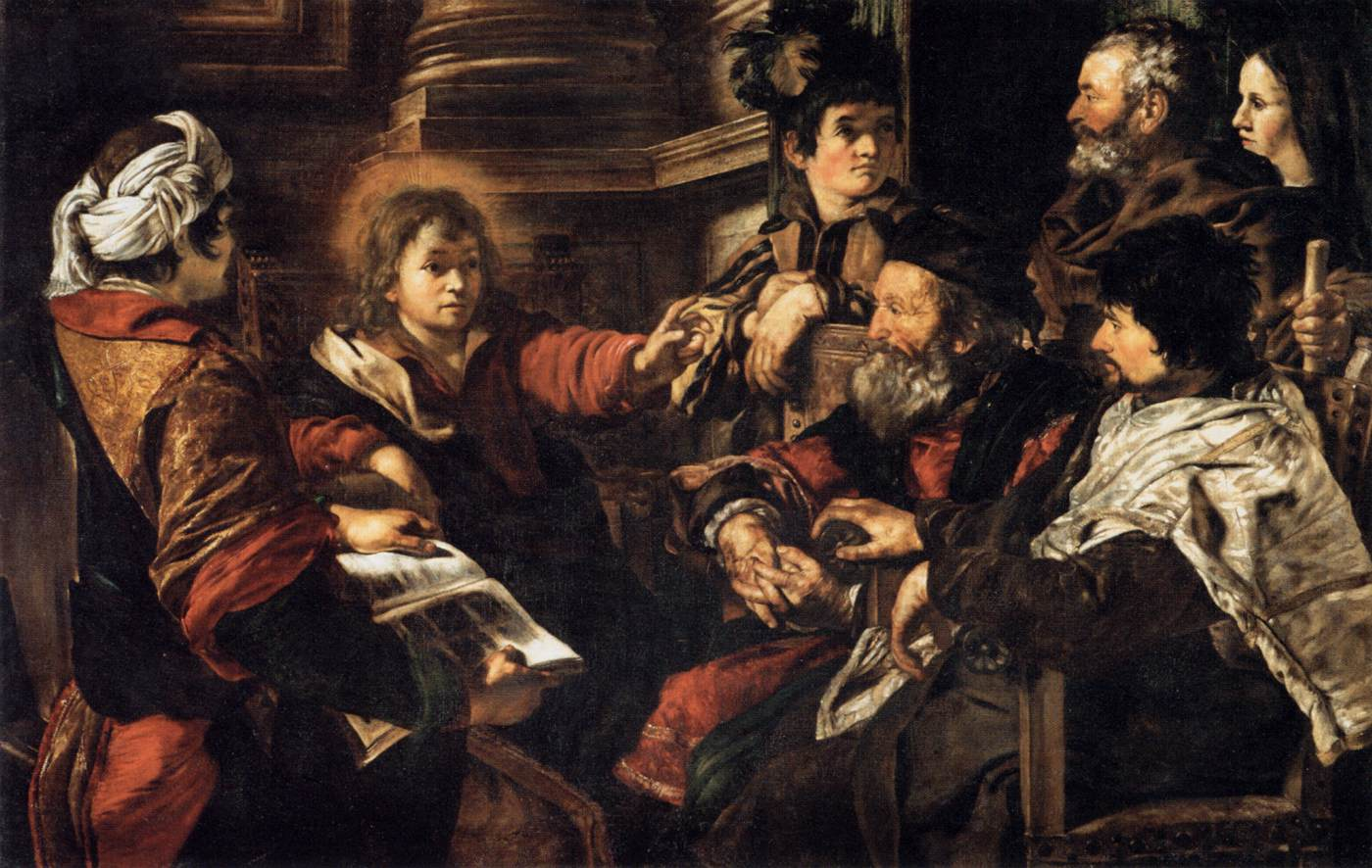
Giovanni Serodine, Cristo entre los doctores, c. 1625. Louvre, París
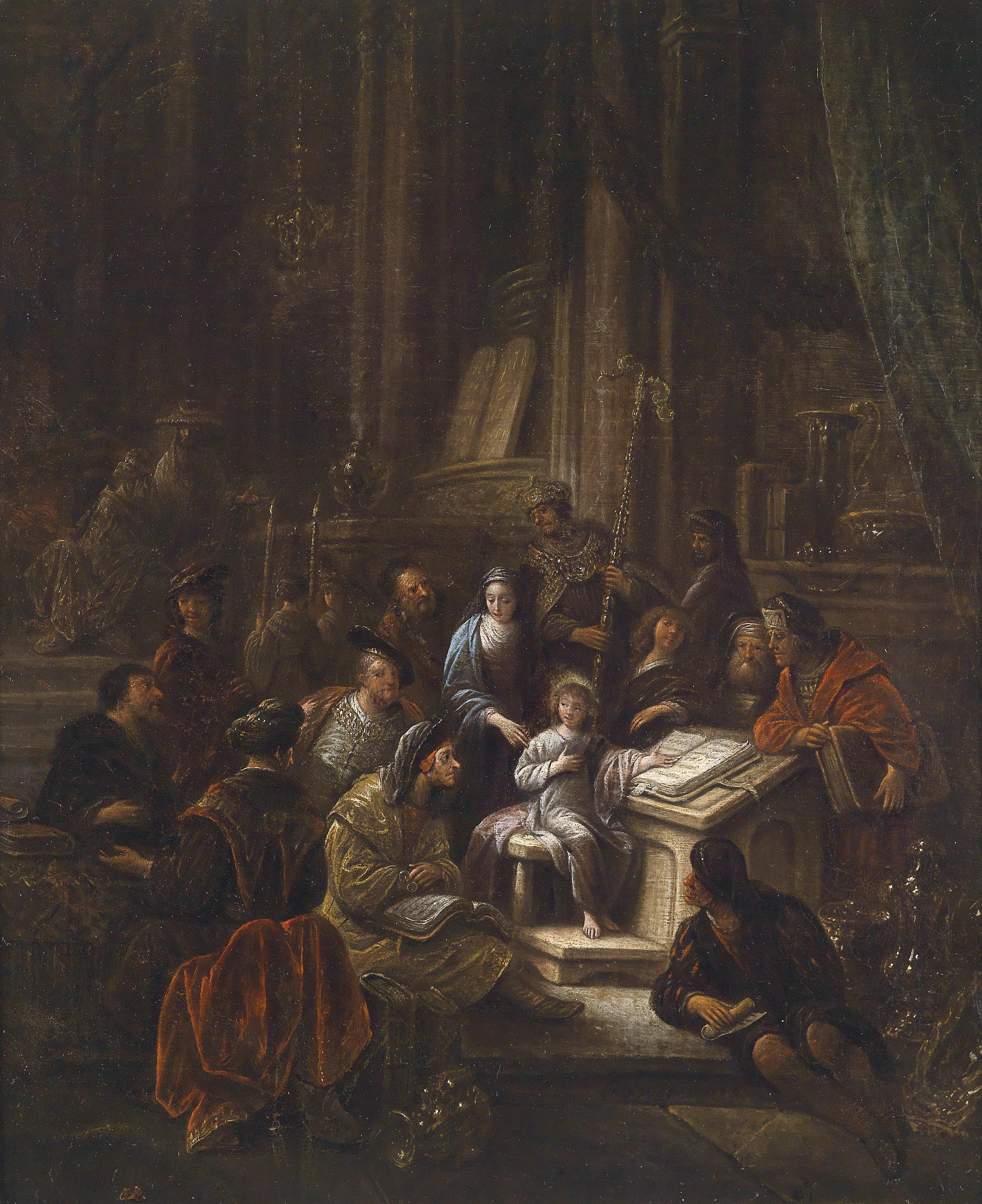
Jacob Willemsz. de Wet, Jesús de doce años en el Templo, c. 1630
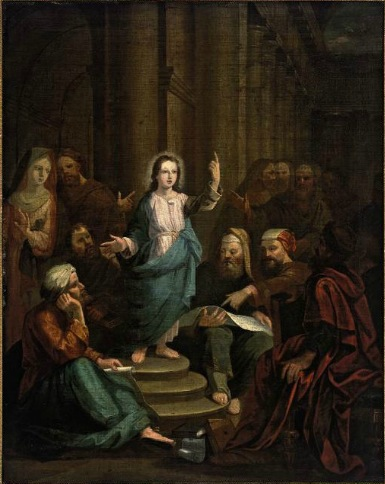
Seguidor de Rembrandt, Cristo entre los doctores, sf.
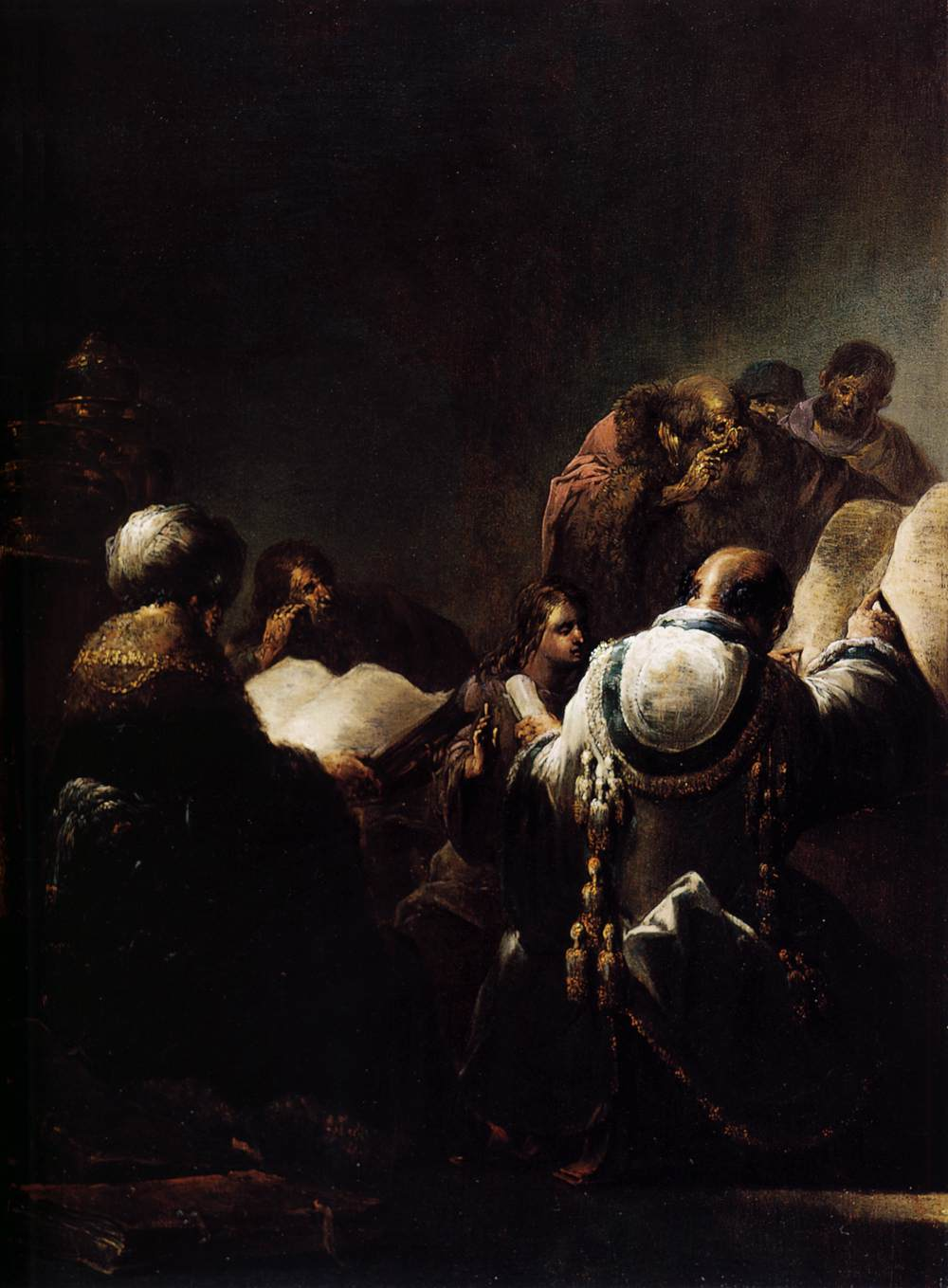
Leonaert Bramer, Cristo entre los doctores, 1640-50
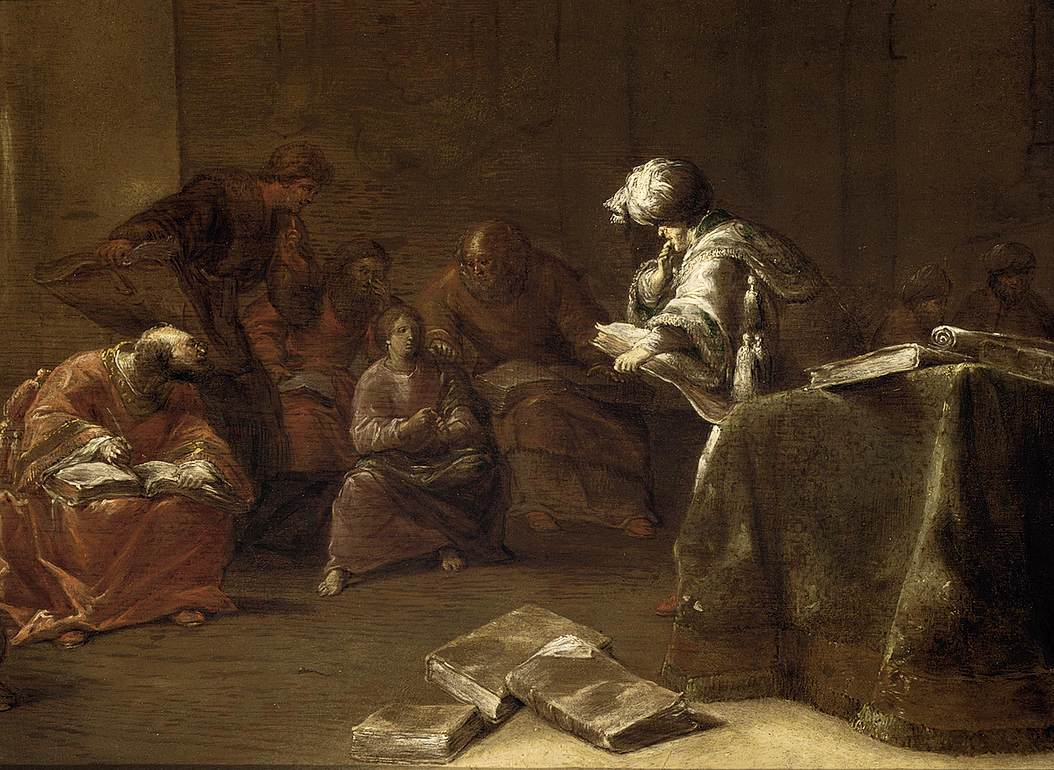
Leonaert Bramer, Cristo entre los doctores, 1640-50
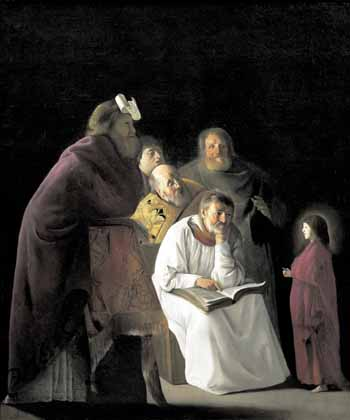
Paulus Bor, Cristo de doce años en el Templo, c. 1635-68
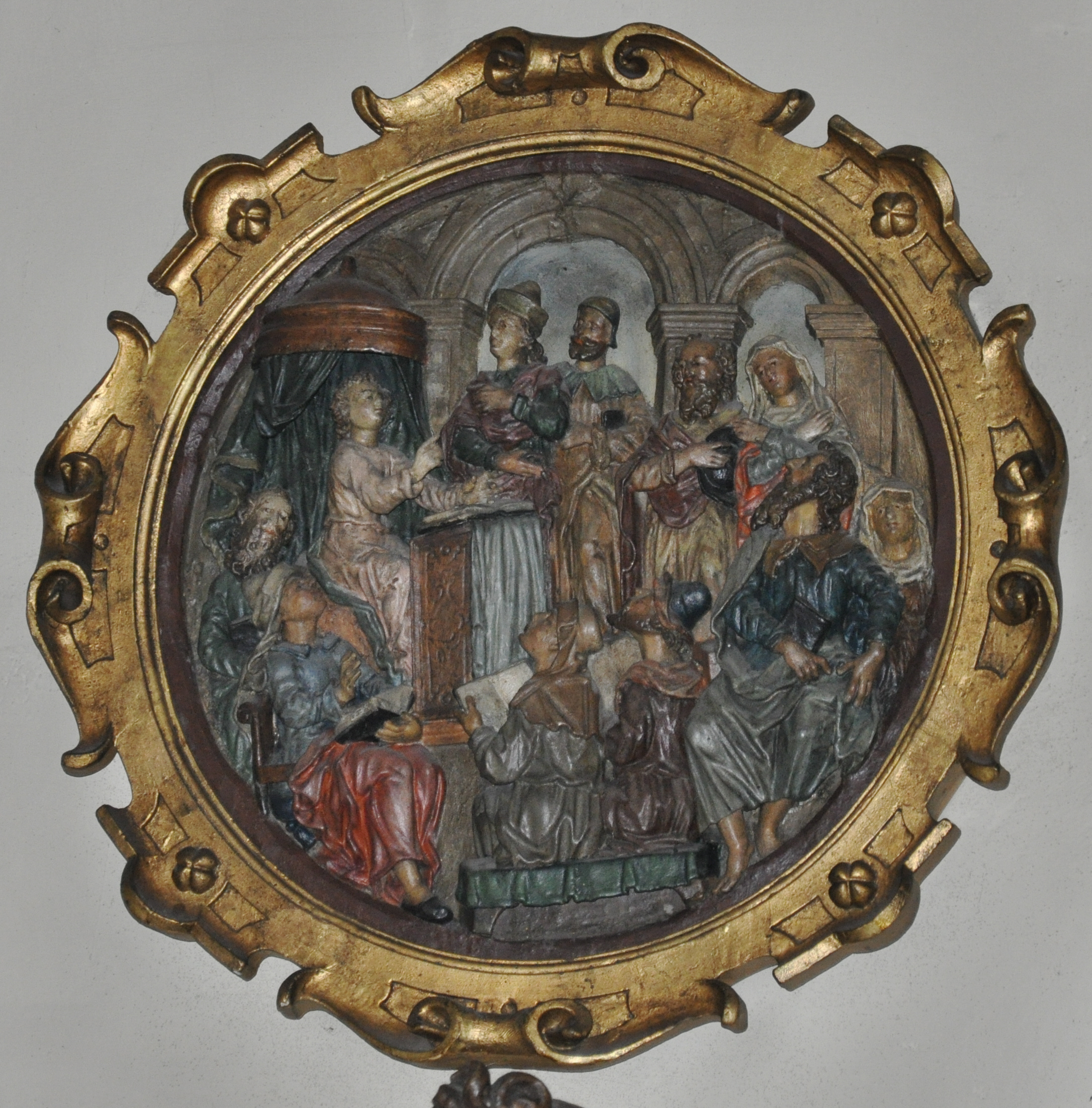
Martin Zürn, Medallón de Rosenkranz: Jesús Maestro, 1615. St. Jakob en Pfullendorf
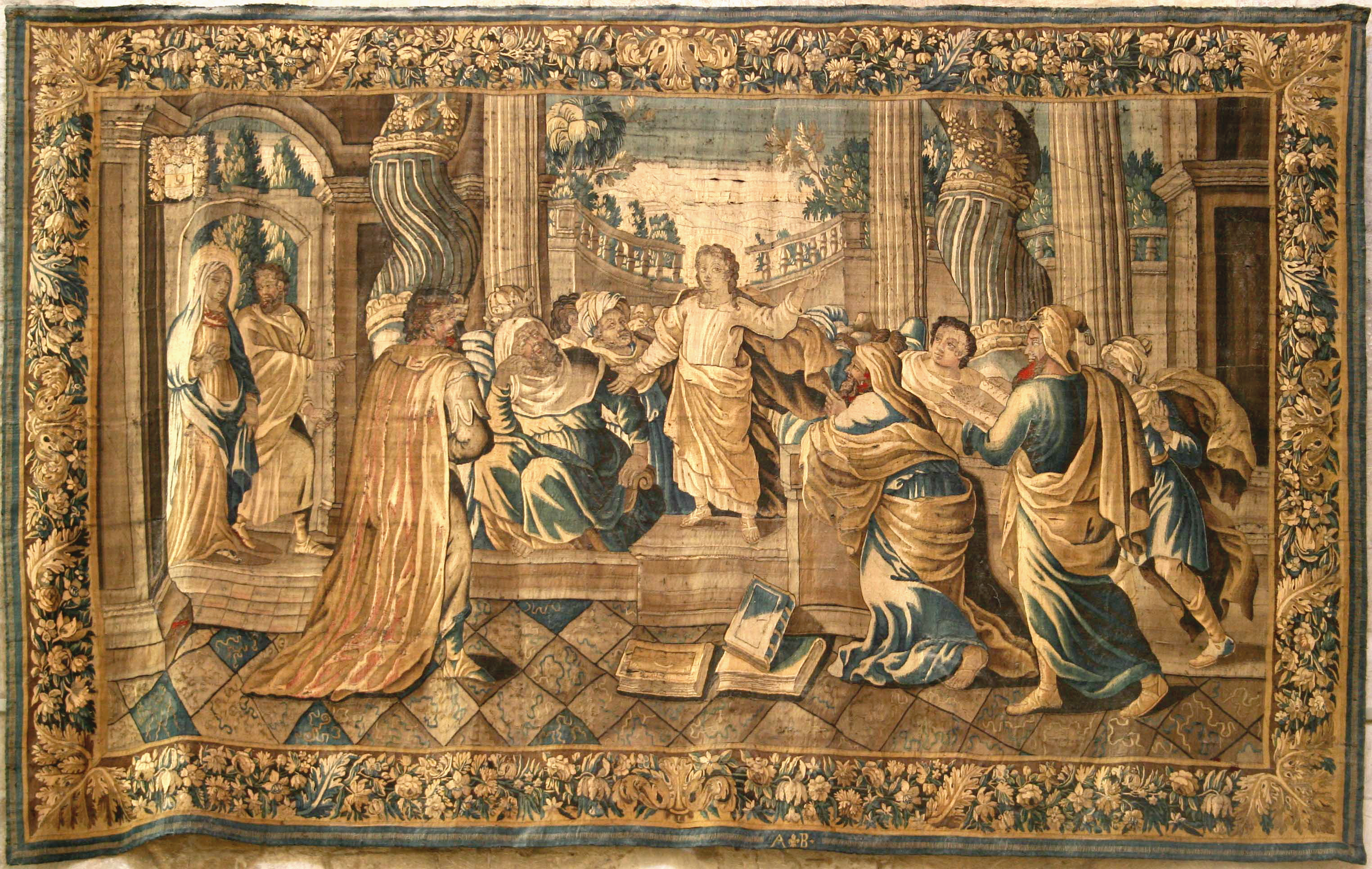
Tapicería de Aubusson, Niño Jesús entre los doctores, 1664. Iglesia Saint-Trophime, Arlés
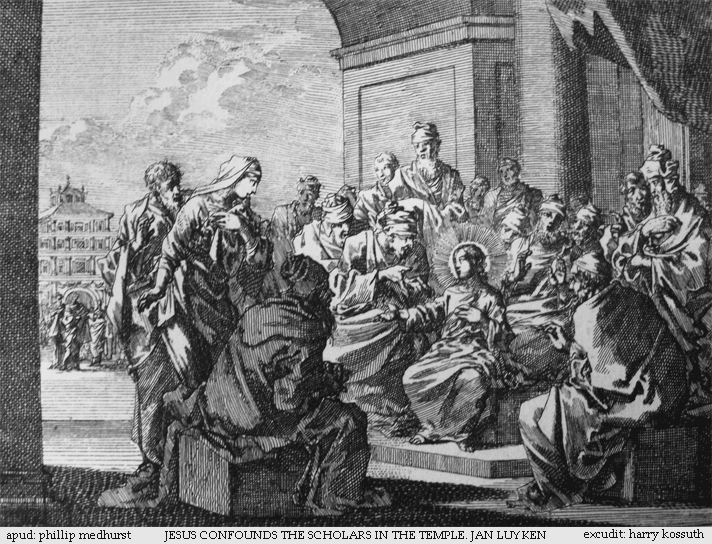
Jan Luyken (1649-1712), Cristo en el Templo,[16] grabado, Ámsterdam, siglo XVII
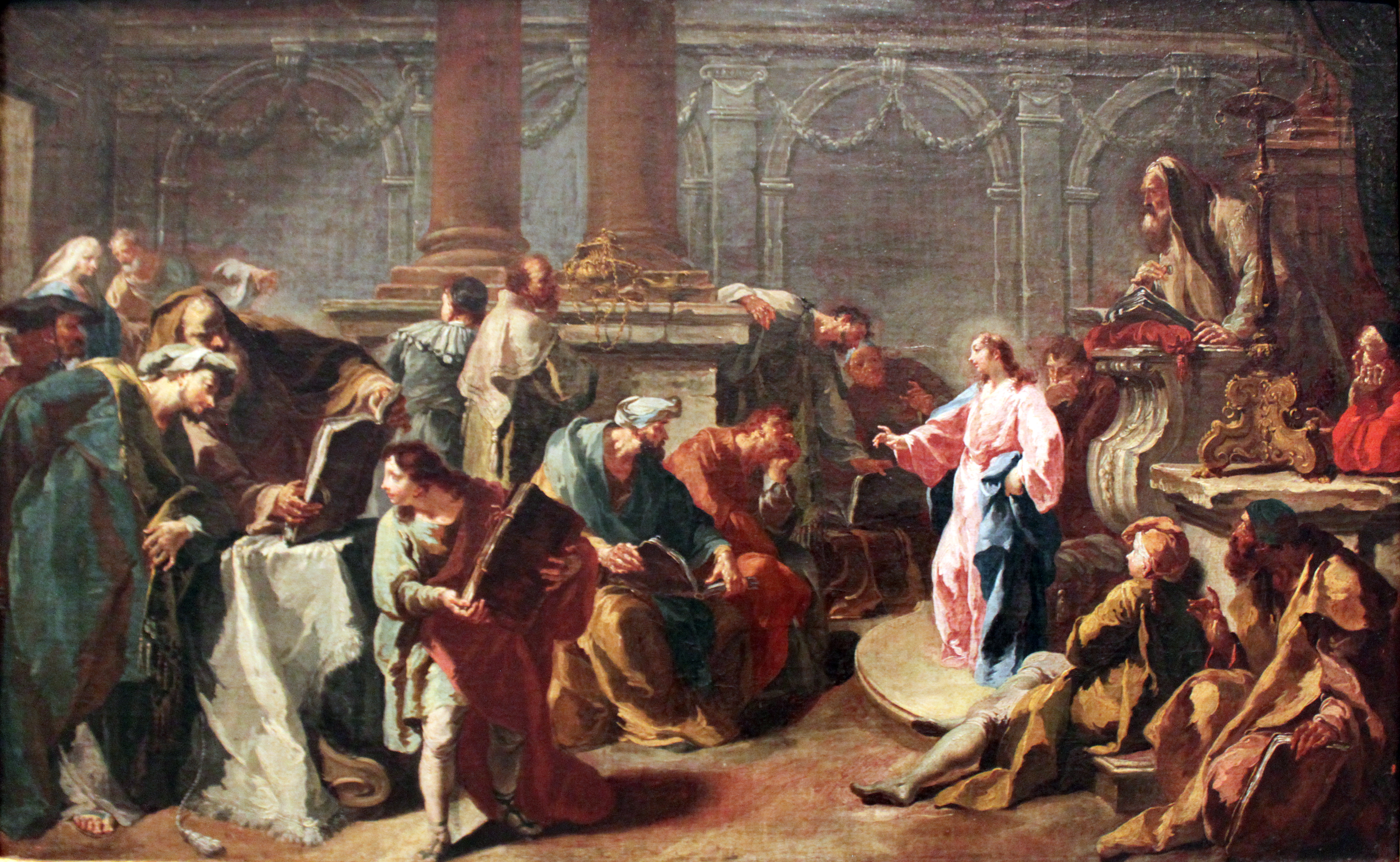
Antón Kern, Jesús entre los doctores, 1730
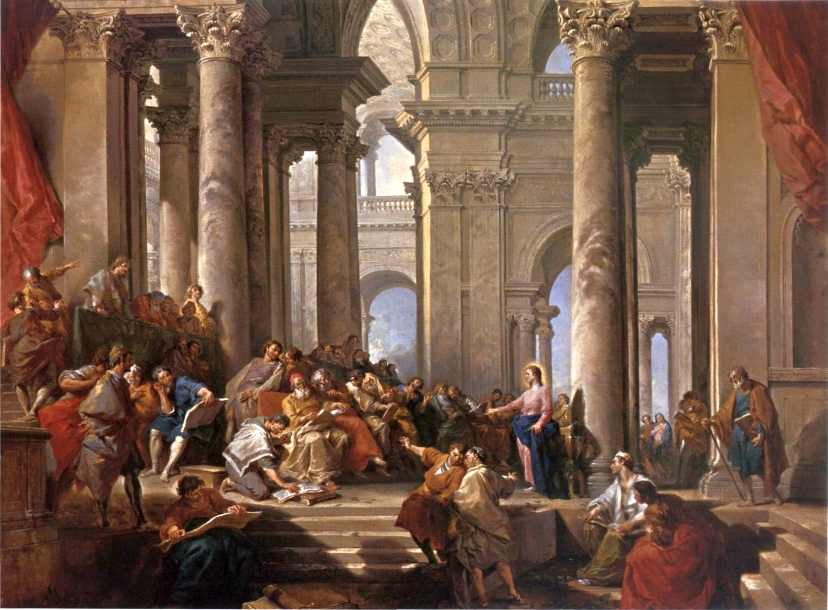
Giovanni Pannini, Cristo entre los doctores, 1743. Museo Nacional de Varsovia
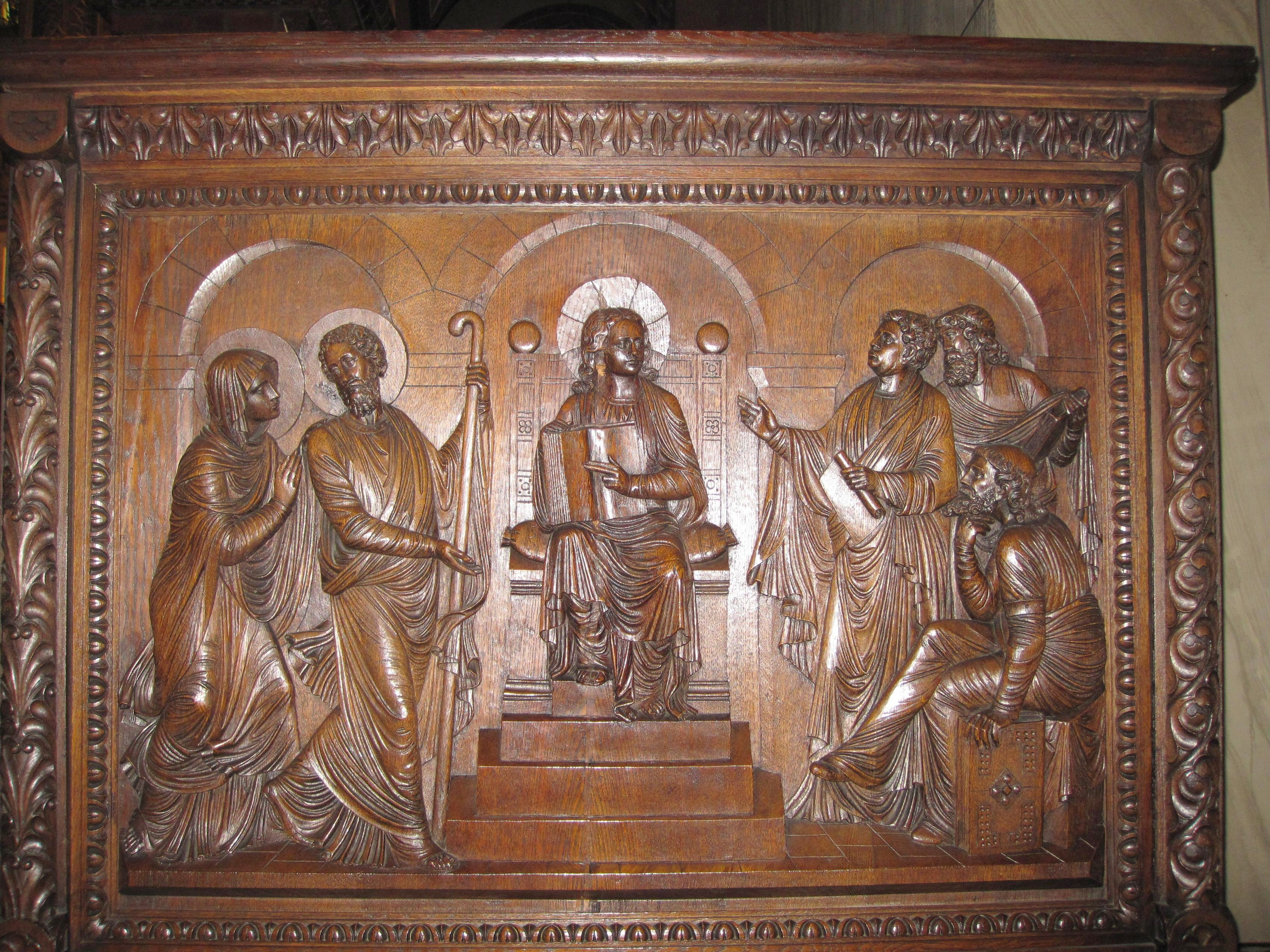
A los doce años de edad Jesús enseña en el Templo, Basílica Rosenkranz, Berlín
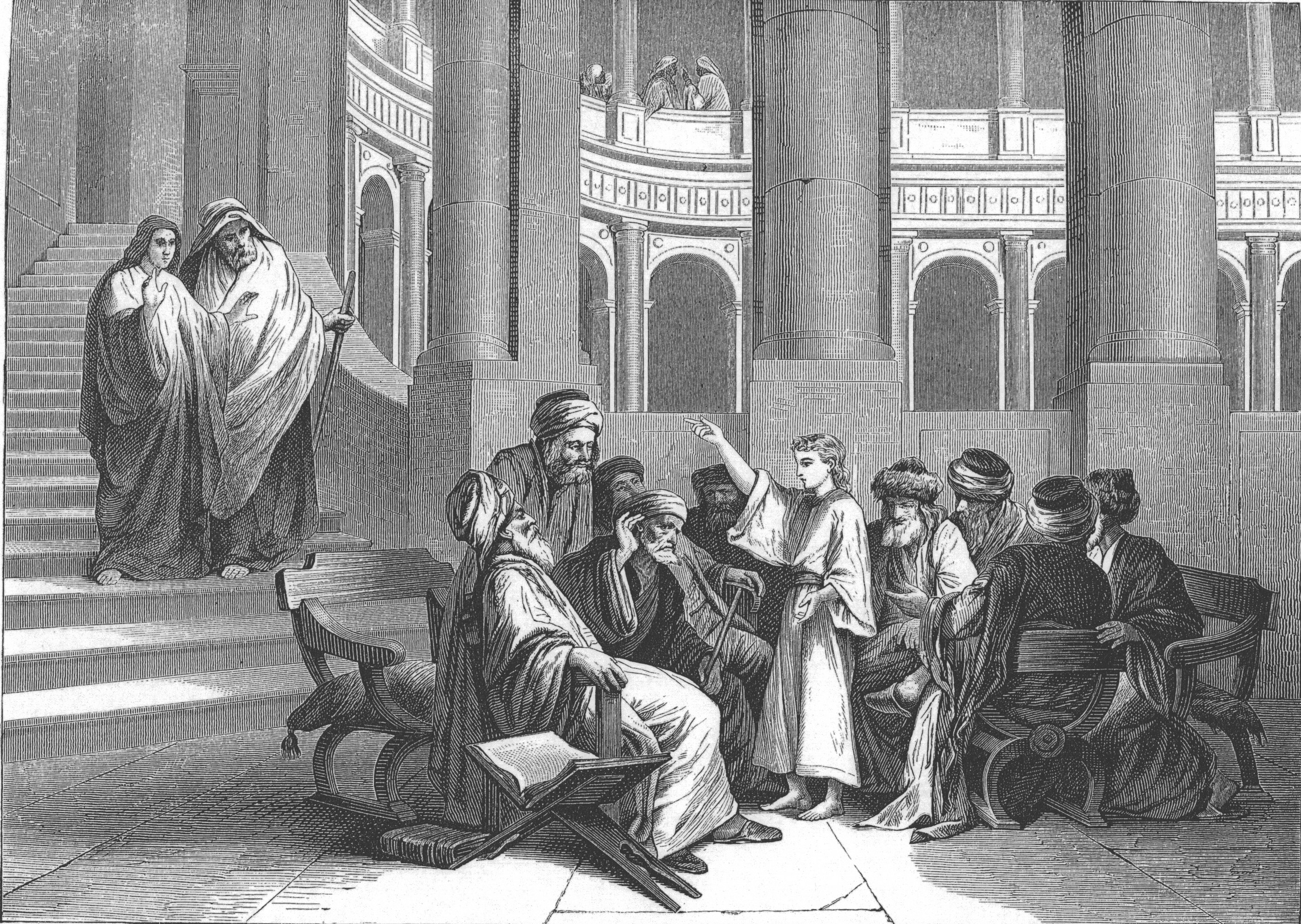
Cristo y los fariseos, grabado decimonónico
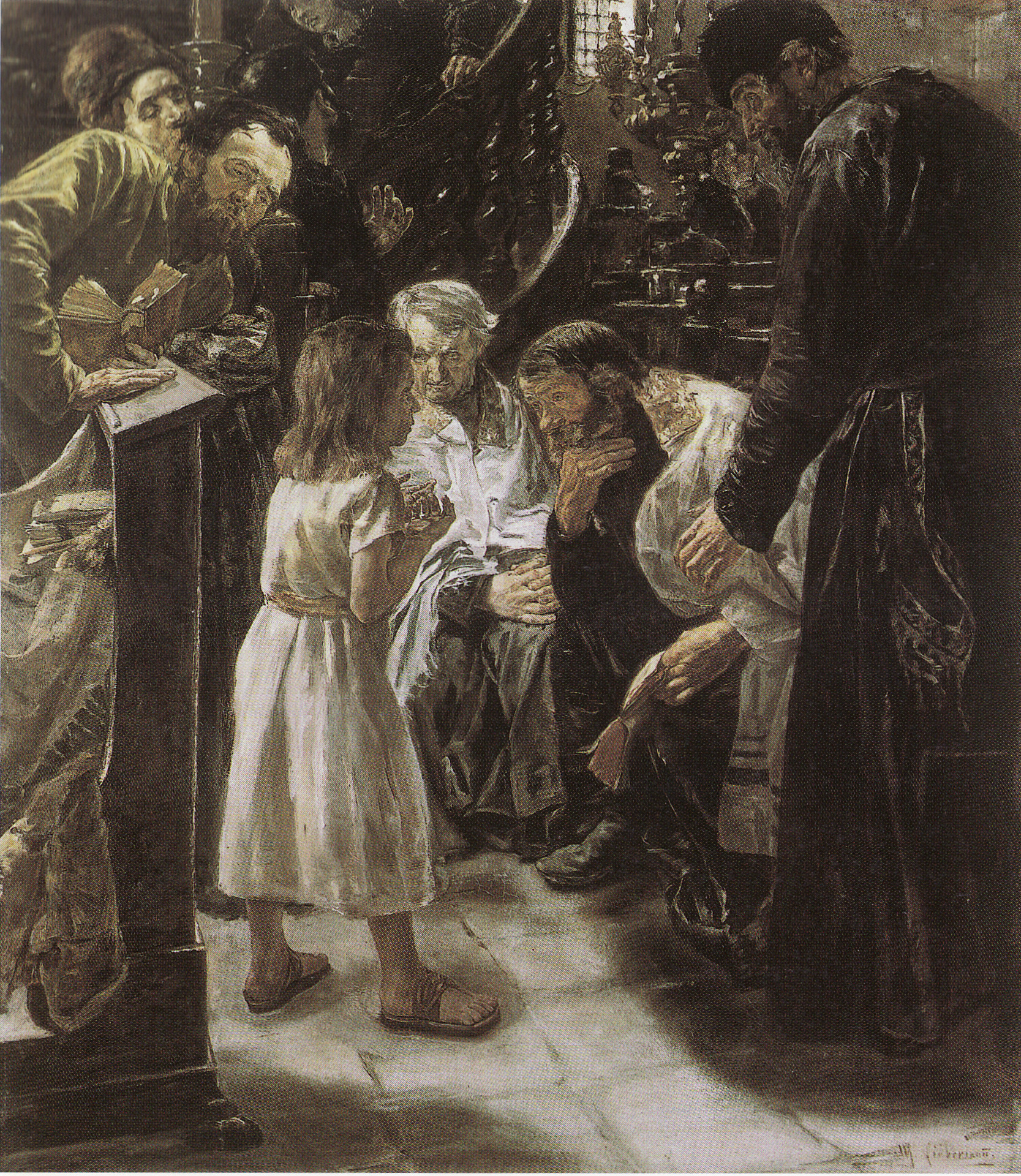
Max Liebermann, Jesús de doce años en el Templo, 1879. Hamburger Kunsthalle
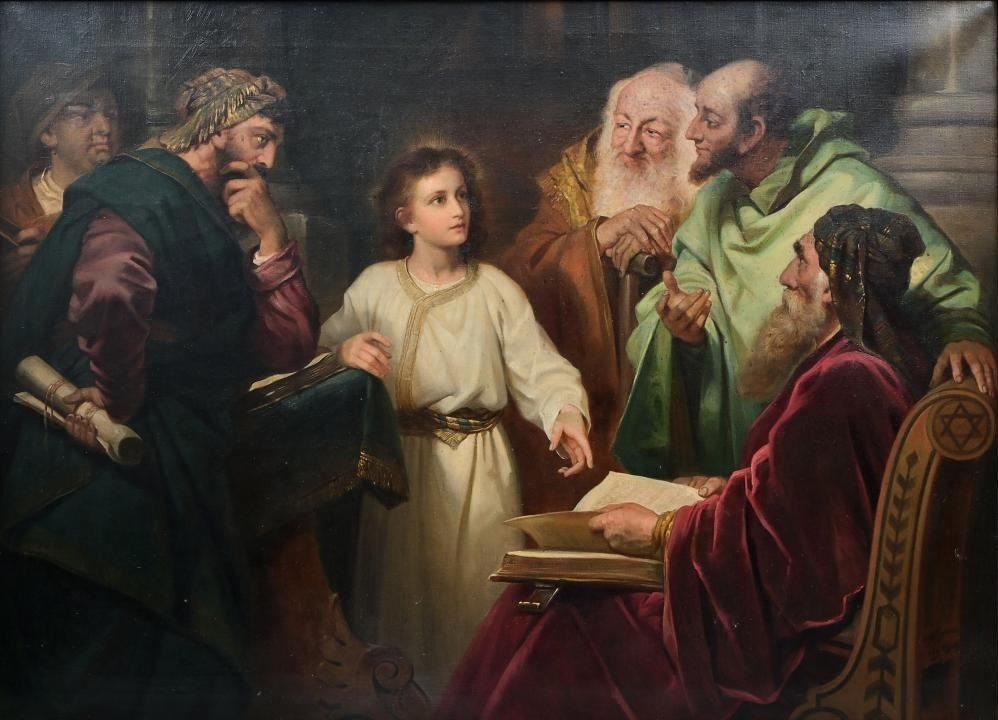
Heinrich Hoffmann, Cristo a los doce años en el Templo, 1884-97 Hamburger Kunsthalle
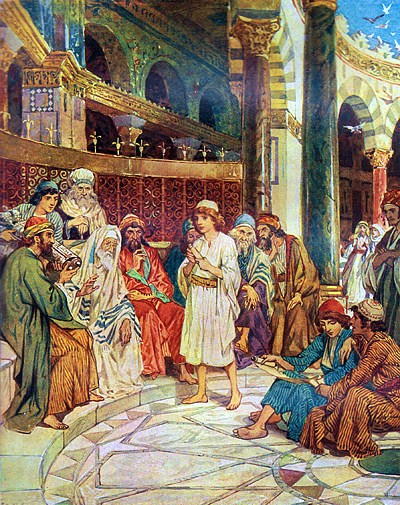
William Brassey Hole, Jesús hablando con los doctores en el Templo en Jerusalén, c. 1915-17
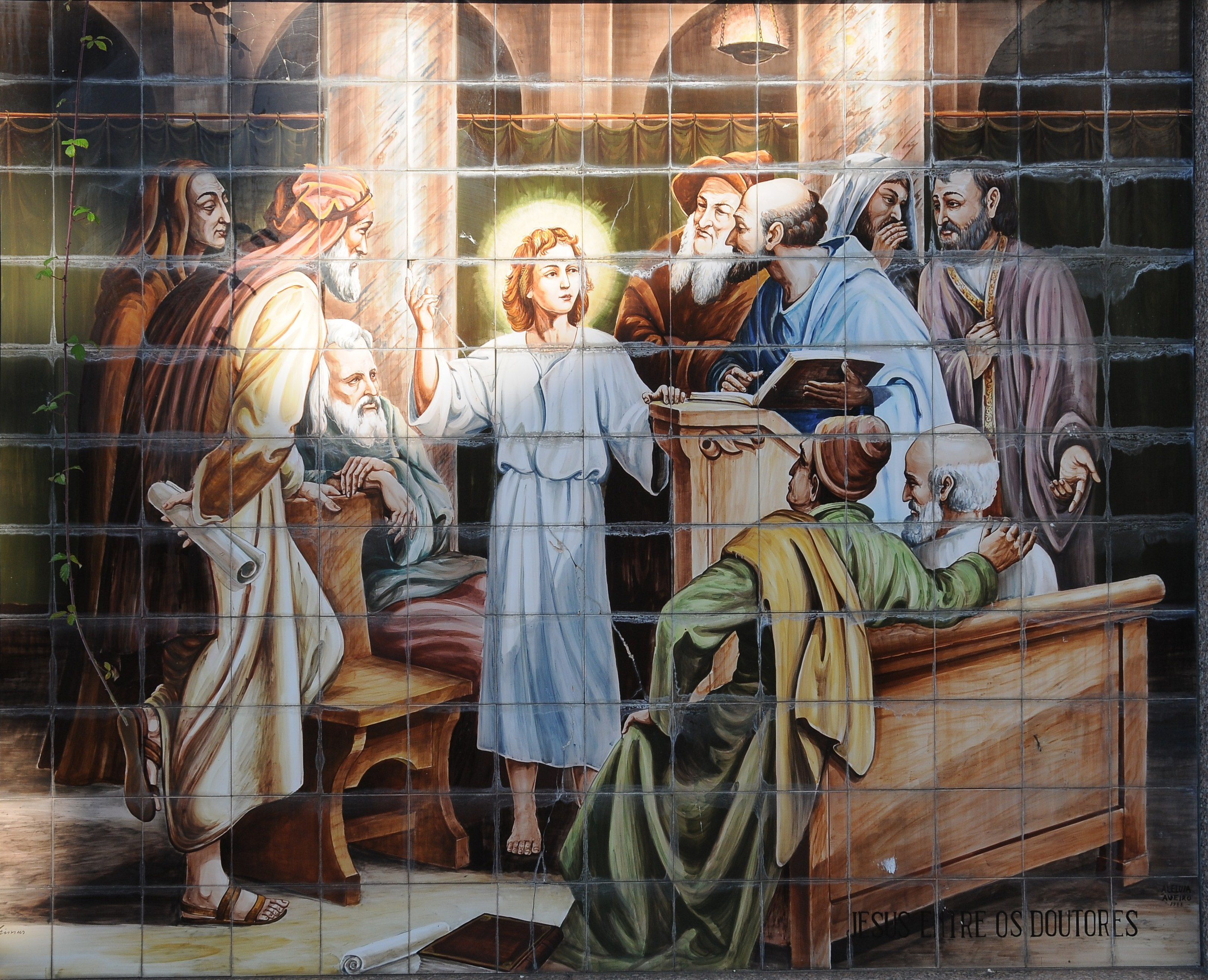
Jesús entre los doctores, Gilmonde, Barcelos (Portugal)
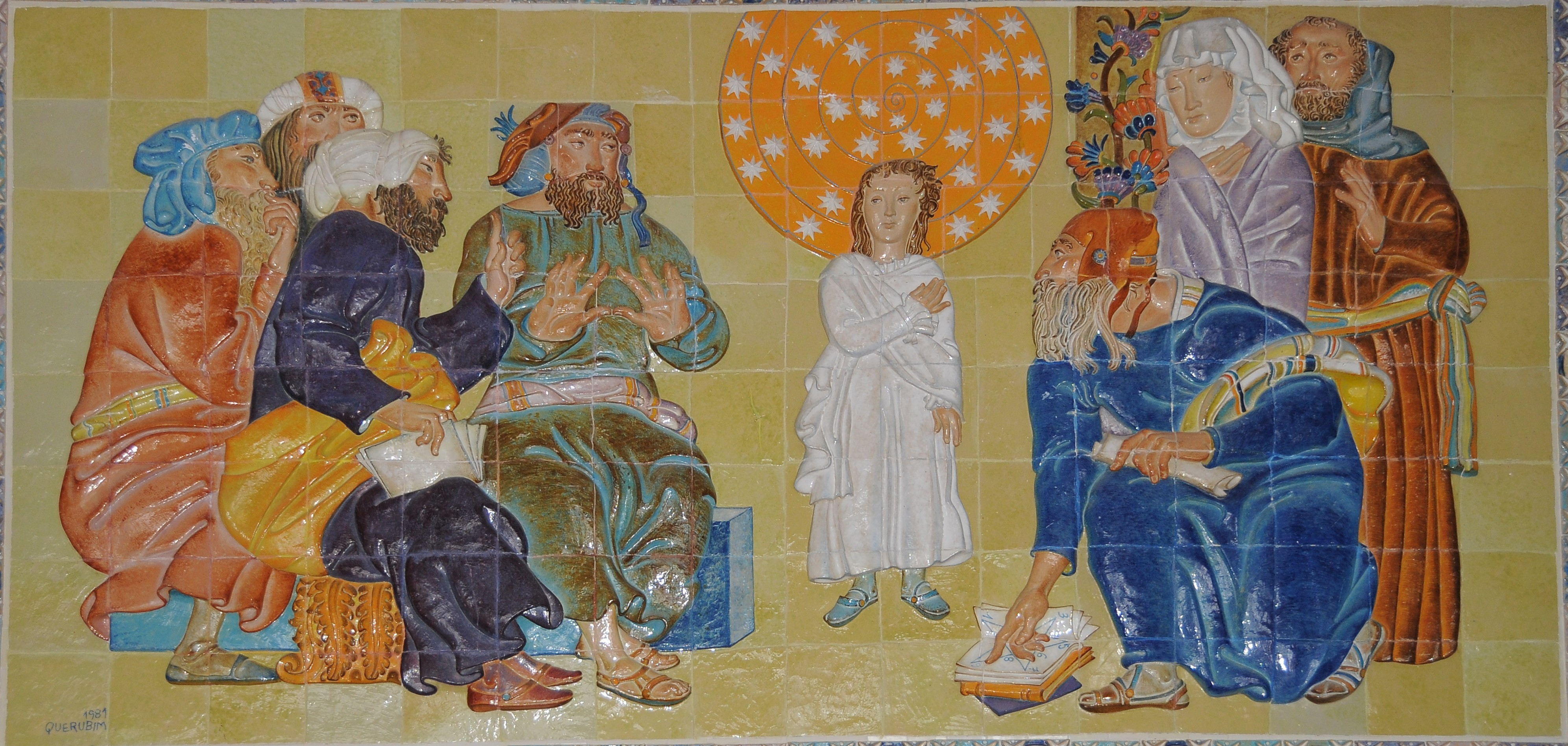
Jesús entre los doctores, Santuario Sameiro, Braga (Portugal), 1981

Consideraciones. De los no menos de 40 ejemplos aquí presentados, dos suelen ser apodados "la disputa" (en italiano). En ambos casos, no obstante, el debate se presenta como un intercambio de ideas controlado e incluso hasta sereno. Para expresar su desacuerdo con los representantes de la ortodoxia judía intransigente, algunos cristianos -tales como el Monogramista S.P., Mazolino, y Durero- los ridiculizaron en sus obras mediante rasgos y expresiones que delatan su extremismo e inhumanidad. Ejemplo notable de ello son algunas pinturas de Durero que suelen incluir algún que otro personaje influenciado por el extraño carácter grotesco de otros delineados por Leonardo da Vinci hacia 1490. Con todo, Durero castiga en particular a los judíos intolerantes. Sin embargo, no todos los judíos que pinta son horribles: en su Jesús entre los doctores (1506), uno de los ancianos que figura en la composición (abajo y sobre la izquierda de la obra) parece escuchar a Cristo con interés. A diferencia de otros personajes en la obra, ese anciano es el único que nada necesita verificar en su ejemplar de la Ley mosaica (nótese que está cerrado mientras que las manos del anciano permanecen apoyadas sobre él). A través de los rasgos y expresión facial de ese anciano, Durero lo ha representado como un hombre noble y sabio.